# Biserica de lemn din Floreșteni

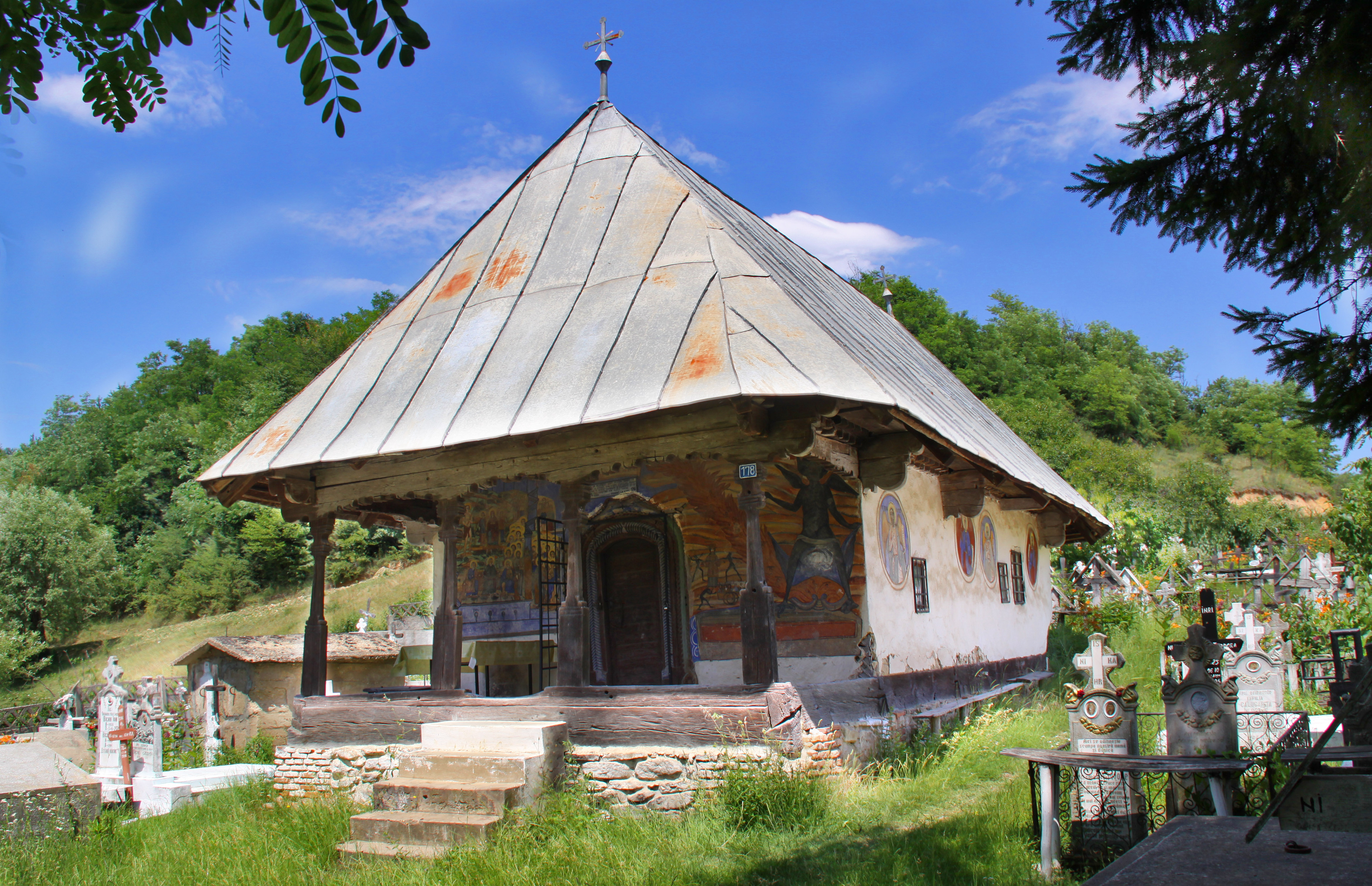
Biserica de lemn din Floreşteni, Gorj, foto: 2009.

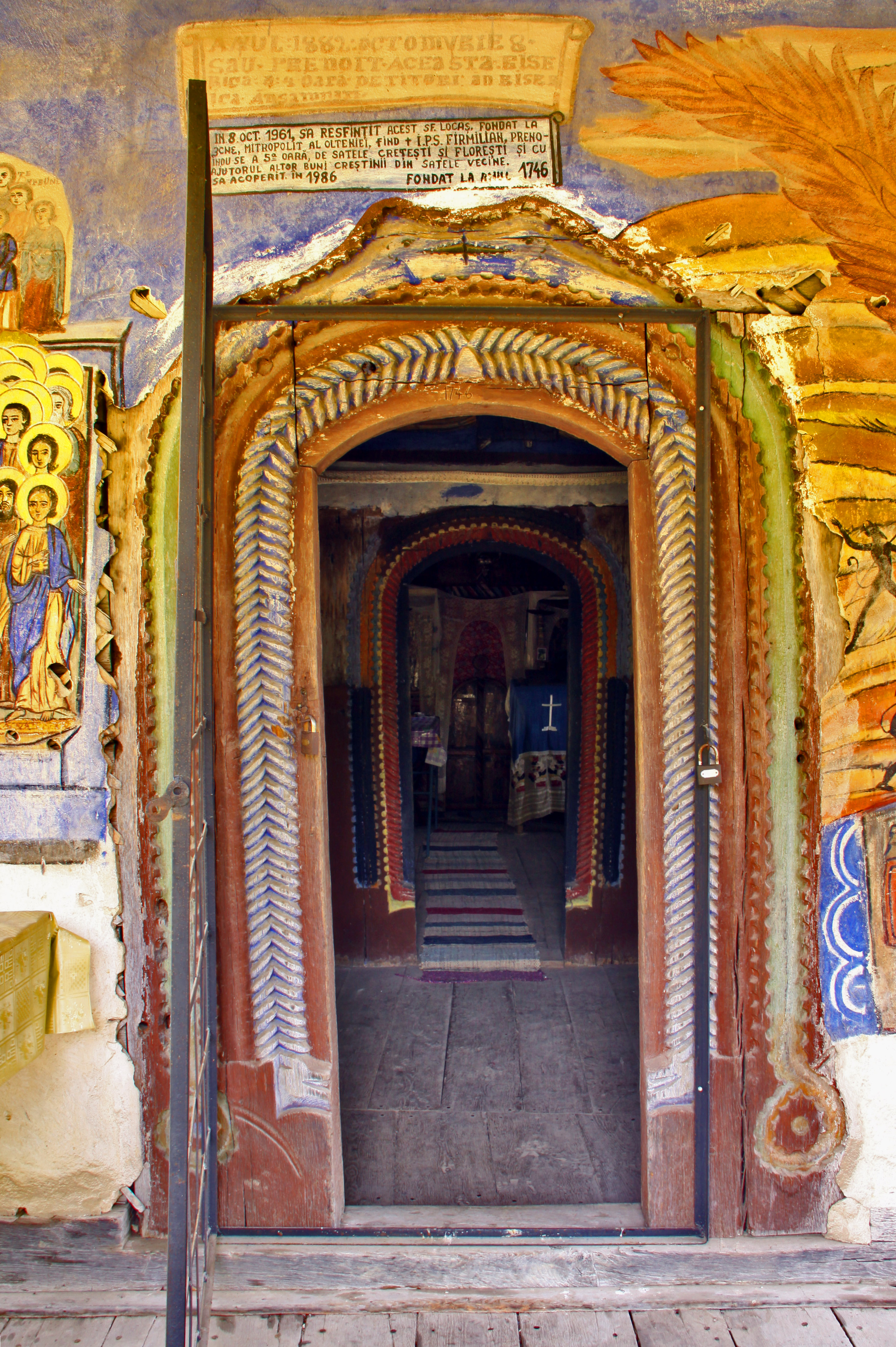
Portalul de la intrare, decorat cu şerpi, foto: 2009.

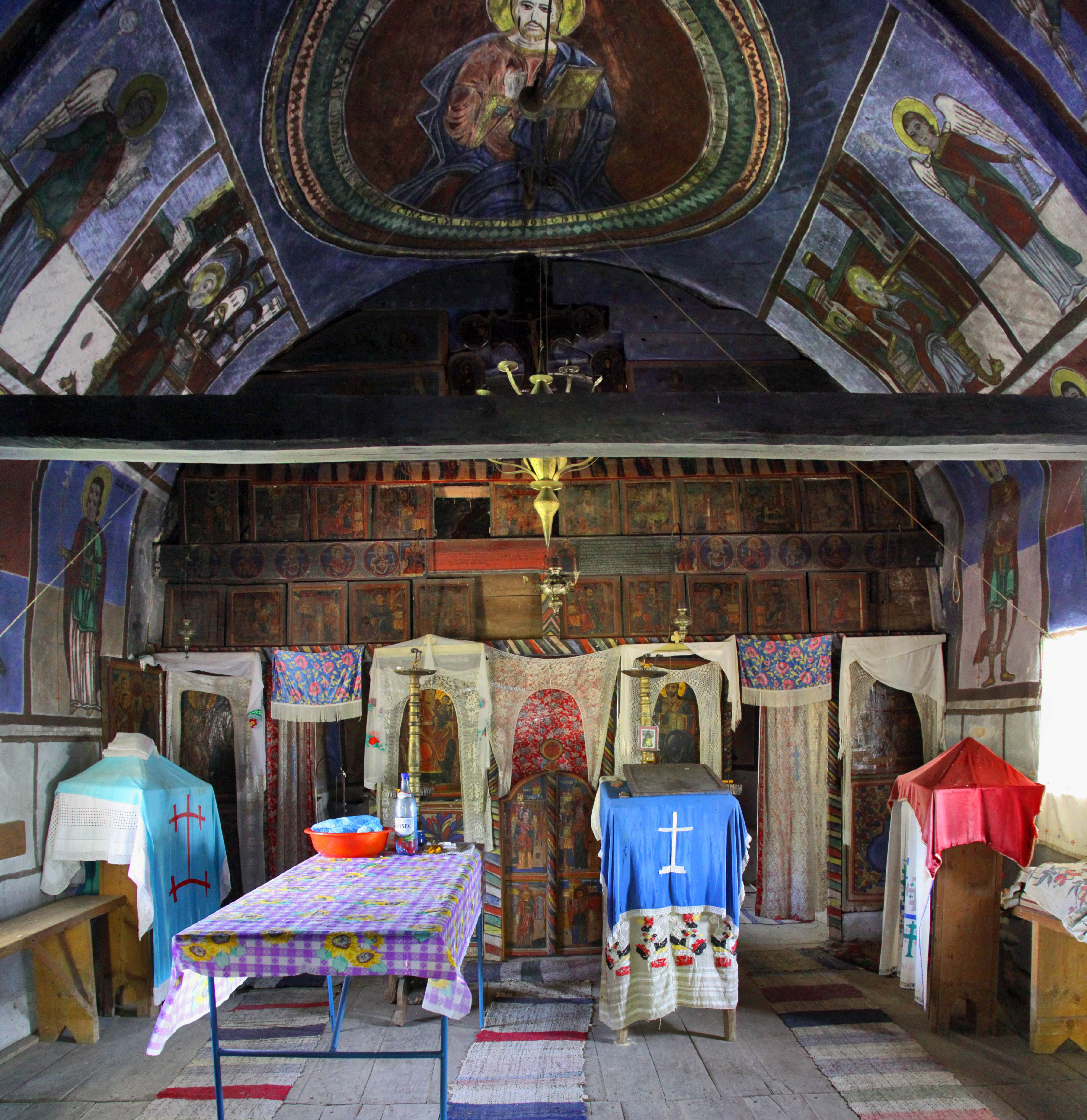
Naosul bisericii de lemn din Floreşteni, Gorj, foto: 2009.

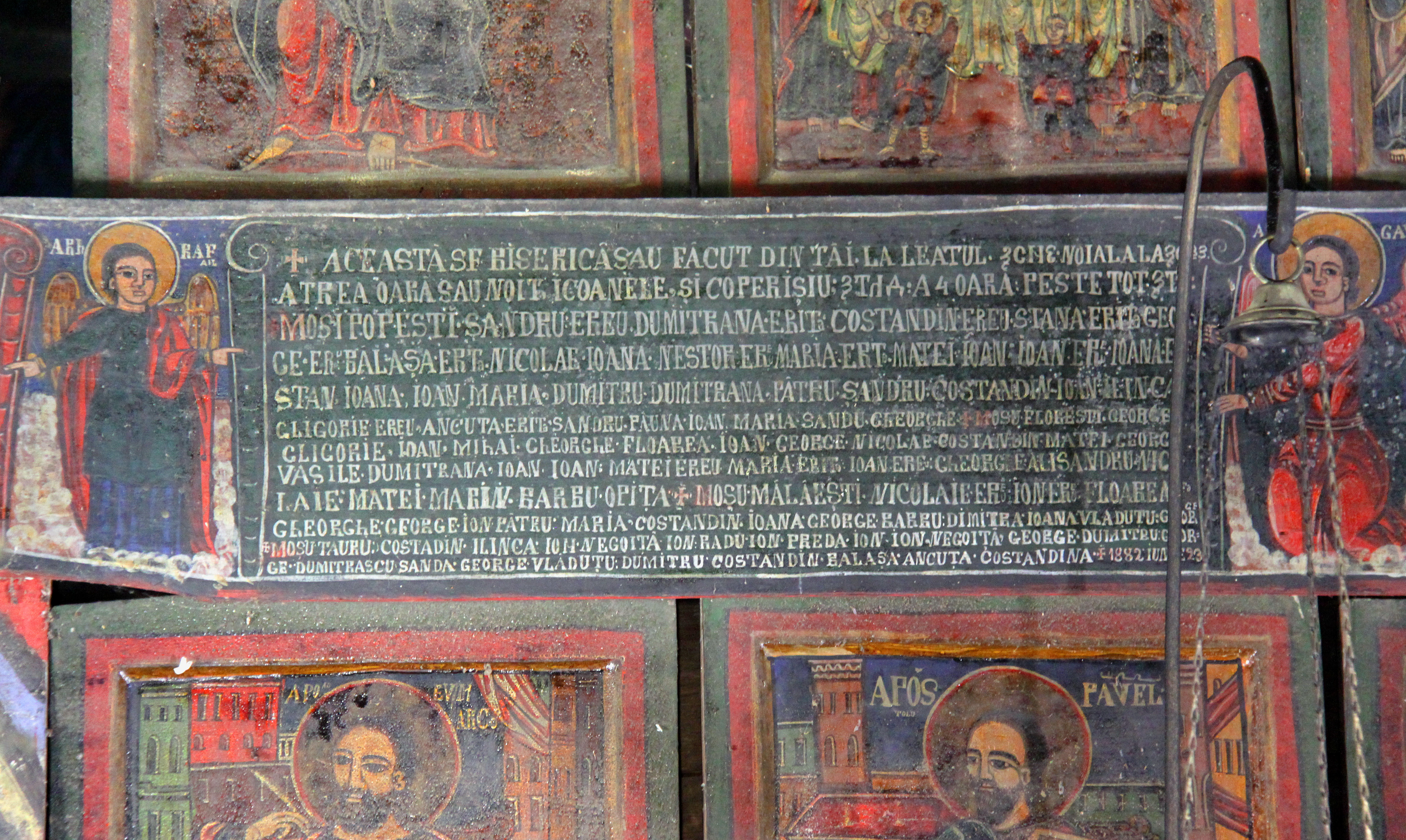
Pisania-istoric de pe iconostas, foto: 2009.

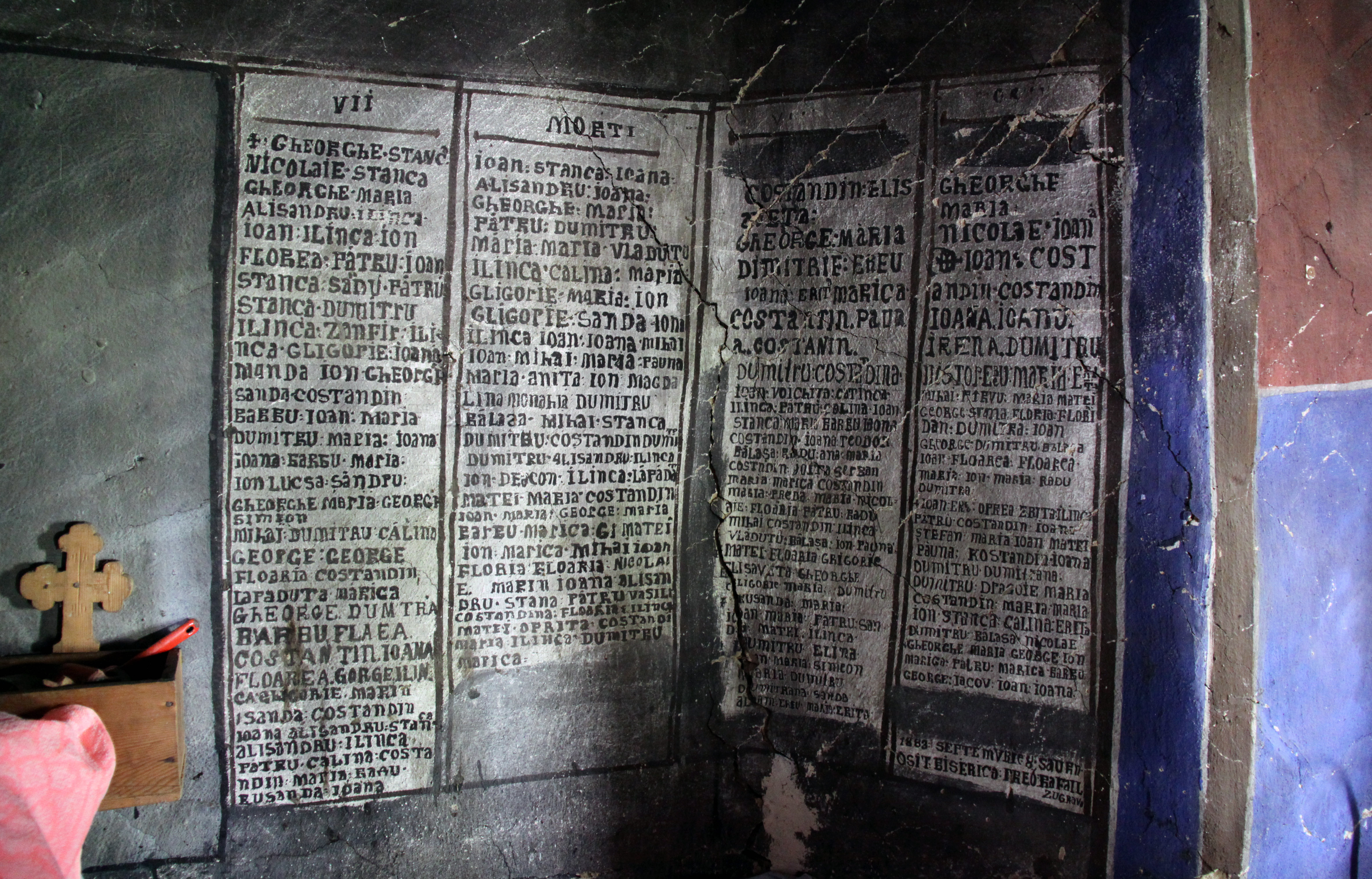
Pomelnicul ctitorilor de la 1883, proscomidie, altar, foto: 2009.

Biserica de lemn din Floreșteni se află în valea ce desparte satele Floreșteni și Crețești, aflate în zona suburbană a orașului Târgu Cărbunești din județul Gorj. Aceasta este una dintre cele mai valoroase biserici de lemn din Oltenia. Se distinge mai întâi prin șerpii uriași încolăciți în jurul intrărilor, apoi prin picturi exterioare și interioare, prin pisanii cu numele ctitorilor, inscripții, și prin multe sculpturi decorative. Poartă hramul „Nașterea Maicii Domnului” și datează din anul 1746-1747. Biserica are valoare de patrimoniu cultural și istoric fiind înscrisă pe noua listă a monumentelor istorice, LMI 2004:  GJ-II-m-B-09400.

## Istoric
Istoria de peste două veacuri și jumătate a acestui lăcaș este surprinsă în mai multe pisanii și inscripții păstrate pe pereții bisericii. Momentul ridicării ei a fost însemnat pe stâlpul dinspre miazăzi al pridvorului, în anii vechii ere bizantine „... 725[5]”, adică anii 1746-1747 ai erei noastre. Inscripția este distrusă de timp și ilizibilă, însă anul de început, împreună cu alte înoiri și reparații, a fost surprins într-o pisanie pe iconostas: „Această sf. beserică sau făcut dintăi la leatul 7255, noiala la 7267, a treia oară sau noit icoanele și coperișiu 7334, A patra oară peste tot 7390. Moși Popești: Șandru ereu, Dumitrana erița, Constandin ereu, Stana erița, George er[e]u, Bălașa erița, Nicolae, Ioana, Nestor ereu, Maria erița, Mateiu Ioan, Ioan ereu, Ioana erița, Stan, Ioana, Ioan, Maria, Dumitru, Dumitrana, Pătru, Șandru Costandin, Ioan, Ilinca, Gligorie ereu, Ancuța erița, Șandru, Păuna, Ioan, Maria, Sandu Gheorghe. Moșu Florești: George, Gligorie, Ioan, Mihai, Gheorghe, Floarea, Ioan, George, Nicolae, Costandin, Matei, George, Vasile Dumitrana, Ioan, Ioan, Matei ereu, Maria erița, Ioan ereu, Gheorghe, Alisandru, Nicolae, Matei, Marin, Barbu, Opița. Moșu Mălăești: Nicolae ereu, Ion ereu, Floarea erița, Gheorghe, George, Ion, Pătru, Maria, Costandin, Ioana, George, Barbu, Dimitra, Ioana, Vladuțu, George. Moșu Tauru: Costandin, Ilinca, Ion, Negoiță, George, Dumitru, George, Dumitrașcu, Sanda, George, Vlăduțu, Dumitru, Costandin, Bălașa, Ancuța, Costandina. 1882 iunie 23”. Această pisanie surprinde, de una singură, nu mai puțin de trei renovări sau reparații majore succesive. O înoire în 1758-1759, la 12 ani după ridicarea ei, poate sugera o înzestrare cu cele necesare în interiorul ei, eventual o schimbare a materialului acoperișului. În anii 1825-1826, biserica a fost renovată la acoperiș și la icoanele interioare. 
Cea mai importantă reînoire, care domină și astăzi aspectul general, a avut loc la anul 1882, după cum reiese din pisania iconostasului. Aceasta este completată pe iconostas, chiar alături, de o a doua pisanie, cu următorul conținut: „În dzilele ... [R]omânii sau prenoit această sfăntă biserică a patra [oară] din temelie, coperiși, tencuiala, dzugrăbeala paretilor, și toate icoanele la anul 1882 septemvrie 8, cu binecuvatarea prea sfintitului episcop al Râmnicului Domnul Domn Iosif Bobuleanu, cu cheltuiala dumnealor ctitorilor zos ânsămnați: Costandin Cruceriu, Elisaveta, Matei Popescu, George Popescu, Maria Pătru, Mălaielia Sanda, Matei Ilinca ml, George Poroinicu, Ilinca, Nicolae, George, Stanca, Maria, Tauru”. De remarcat lucrările la acoperiș, o refacere a temeliei, un nou înveliș exterior și interior cu picturi murale, precum și repictarea icoanelor. Acest moment important a fost susținut de numeroși ctitori, ce se trag din patru moși/moșii din partea locului: Popești, Florești, Mălăești și Tauru. La ei se referă pisania de peste intrare: „Anul 1882 octomvrie 8 sau prenoit aceasta biserică a:4 oară de titori ân biserică ânsemnați”. Lista ctitorilor este reluată și completată în pomelnicul din altar, lungă „cât un pomelnic”, la capătul căruia apare însemnat: „1883 septemvrie 8, sau [t]rnosit biserica preotu Rafail zugravu”.
Biserica de lemn a fost înlocuită în 1909 de o biserică nouă de zid, ridicată în Crețești. Biserica de lemn a primit un acoperiș nou în 1912, moment însemnat cu vopsea albă în pridvor. Ea a fost închisă cultului începând cu anul următor. Biserica a fost reactivată ca spațiu de cult în 1961, după lucrări de renovare semnificative printre care se poate indica acoperirea cu tablă. La acestea se referă noua pisanie peste intrare: „În 8 octombrie 1961, sa resfințit acest sf. locaș, fondat la 7255, mitropolit al Olteniei fiind i.p.s. Firmilian, prenoindu-se a 5-a oară, de satele Crețești și Florești, și cu ajutorul altor buni, creștinii din satele vecine”. De același eveniment este legat tabloul pomelnic al ctitorilor așezat în proscomidier și datat 1958. În acesta este confirmată o refacere a acoperișului. 
O ultimă intervenție surprinsă de însemnări se referă la acoperișul de tablă, reparat în anul 1986. 

## Trăsături
Biserica a fost ridicată între satele Floreșteni și Crețești, în „temnița” Văii Mari, după vorba localnicilor. Conform tradiției aceasta a fost inițial un schit.

## Imagini exterioare

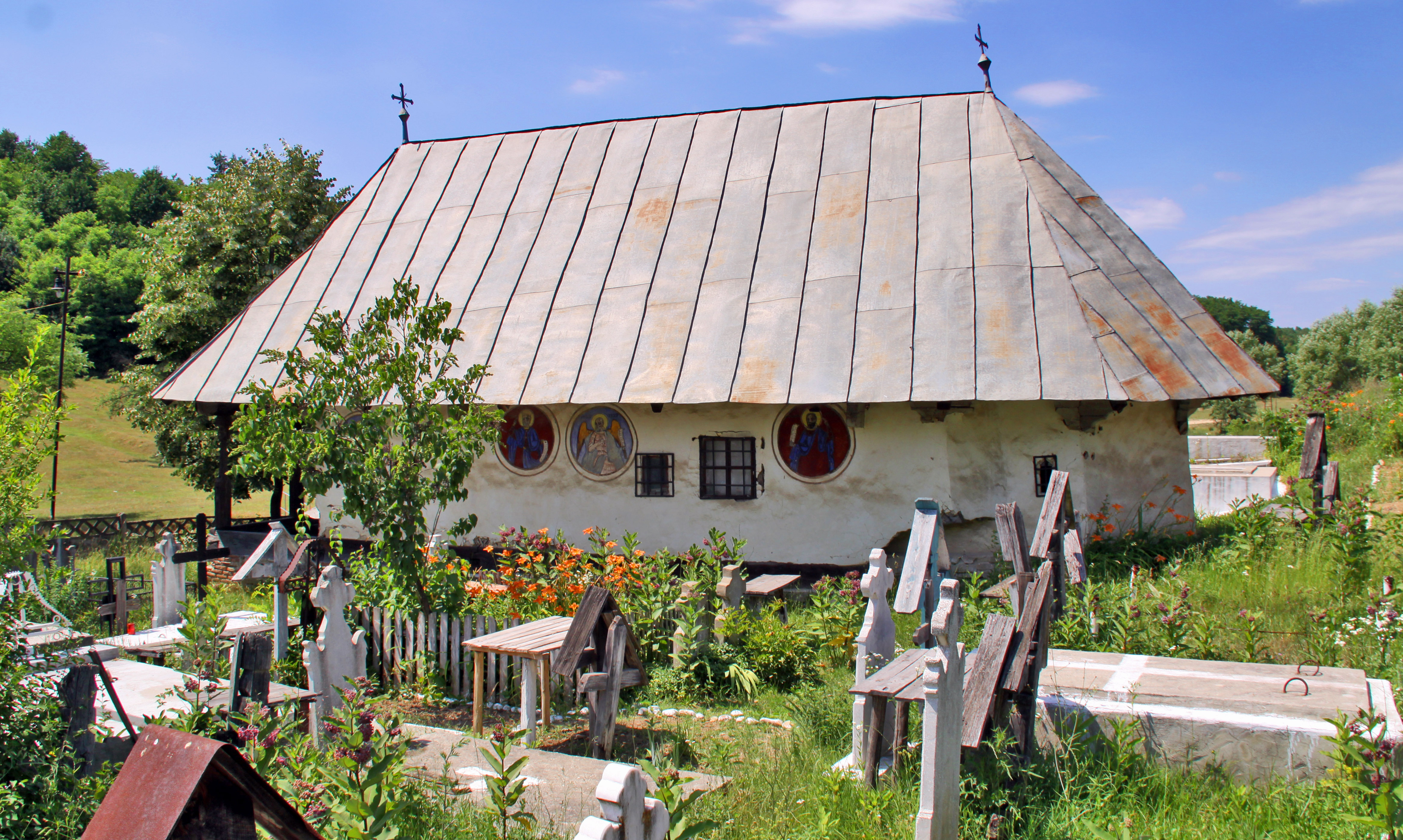
sud
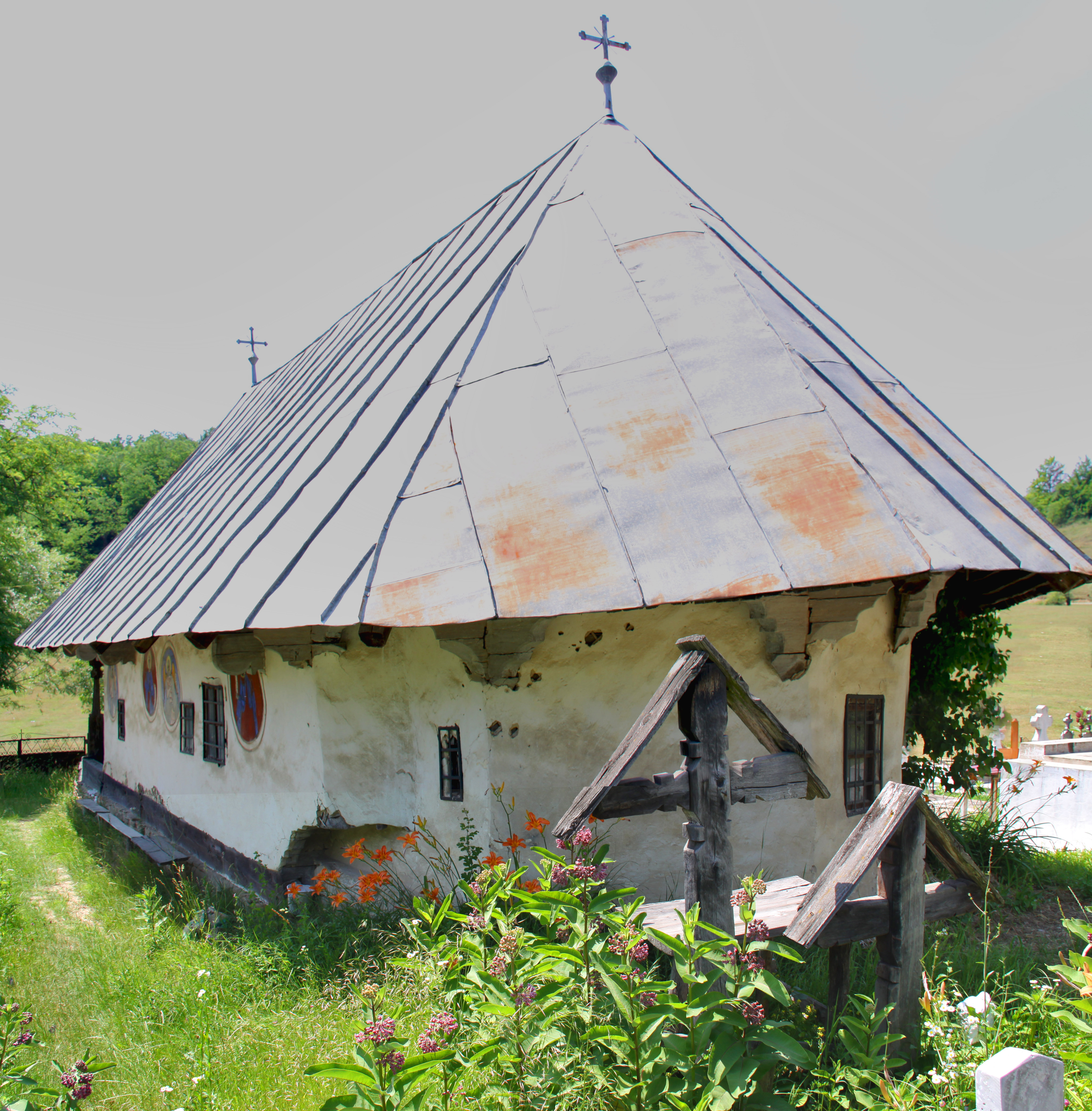
sud-est
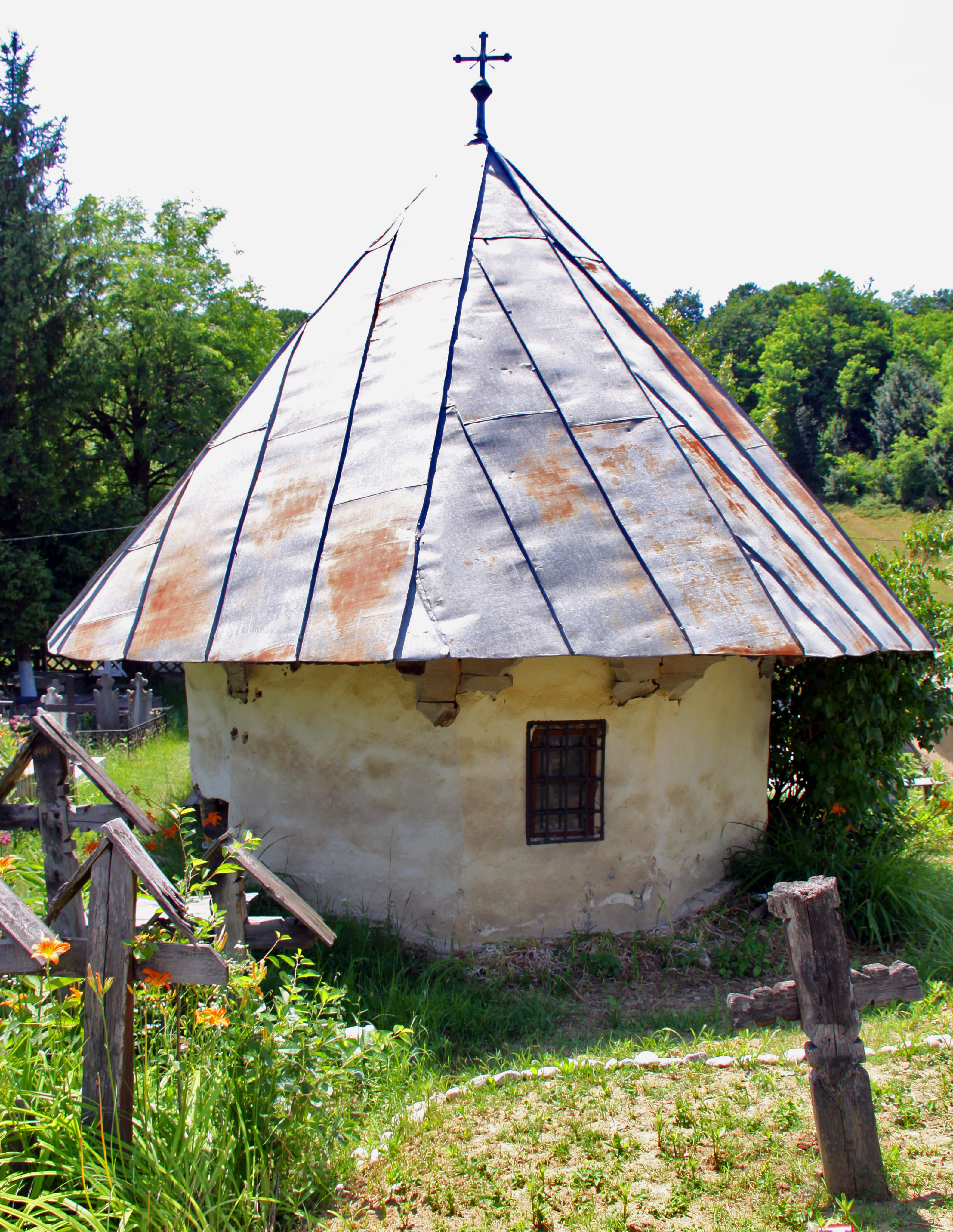
est
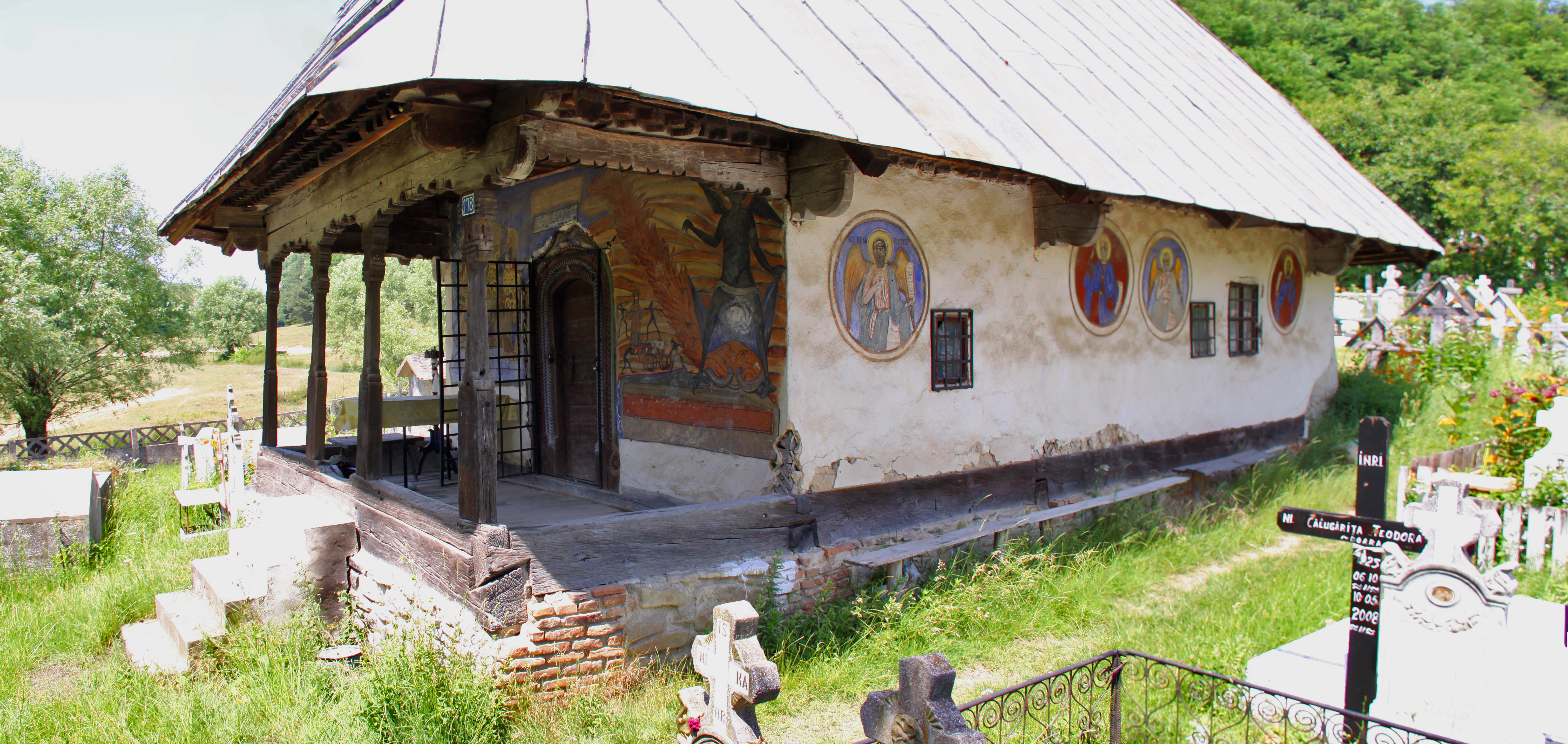
sud-vest
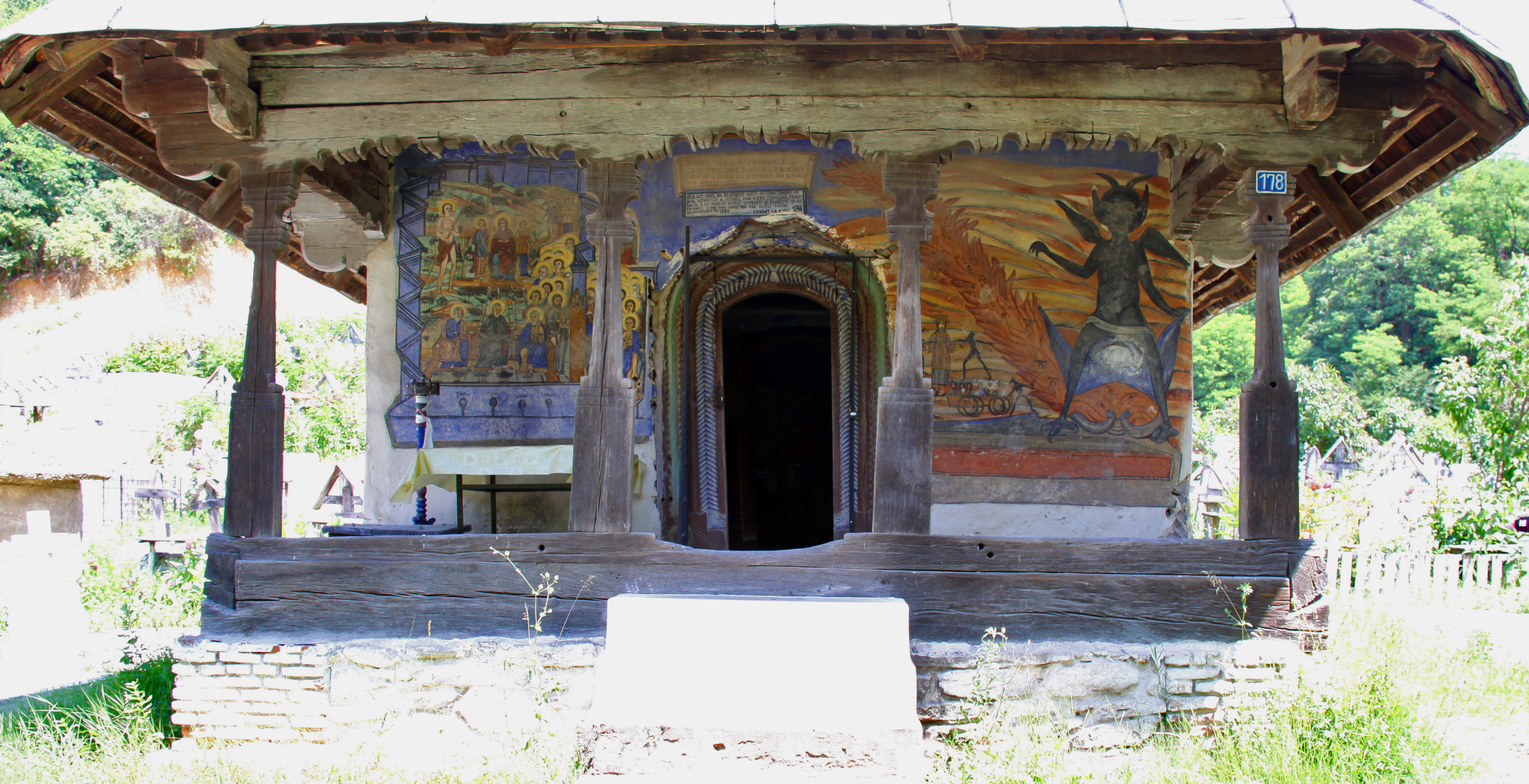
pridvor vest
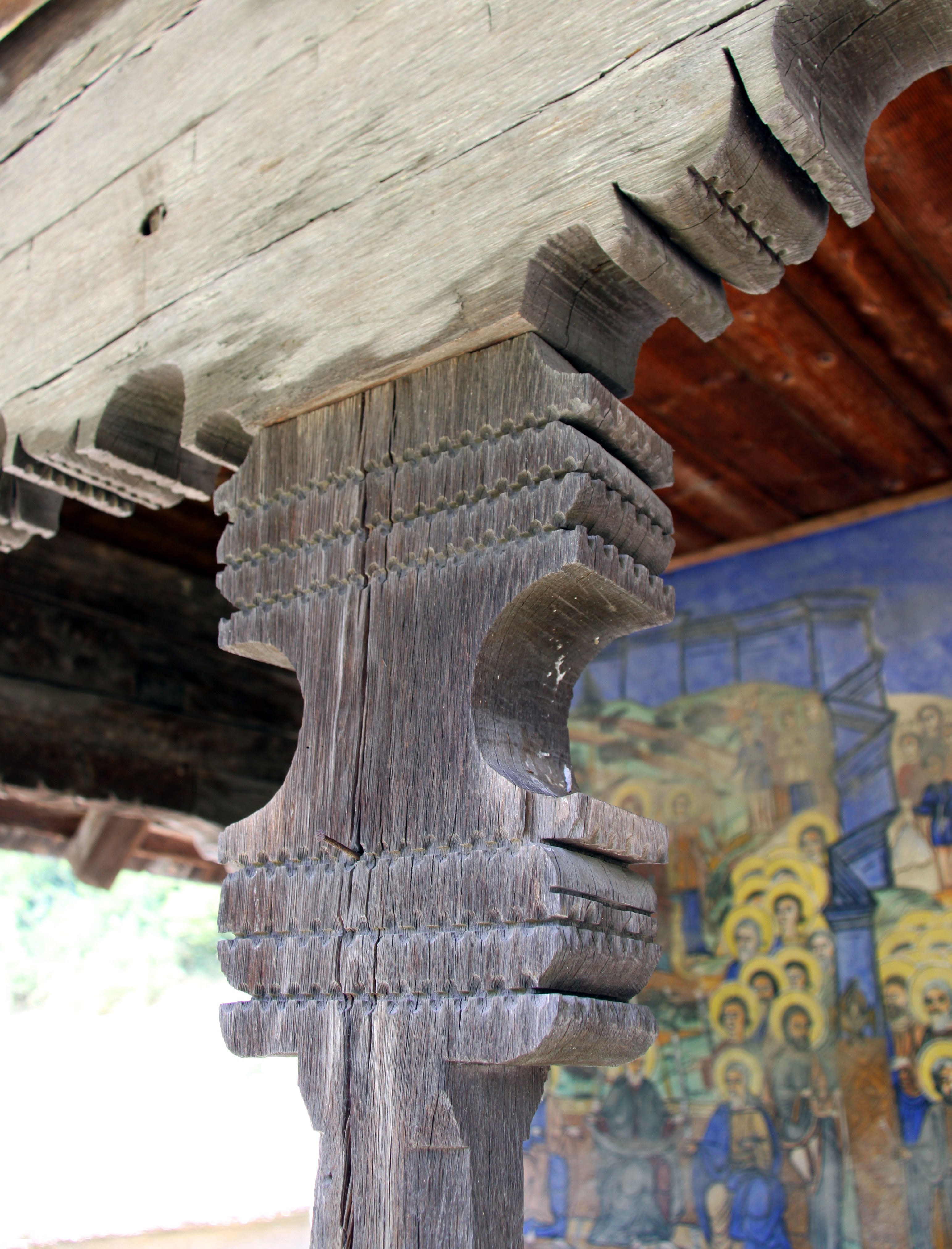
capitel stâlp
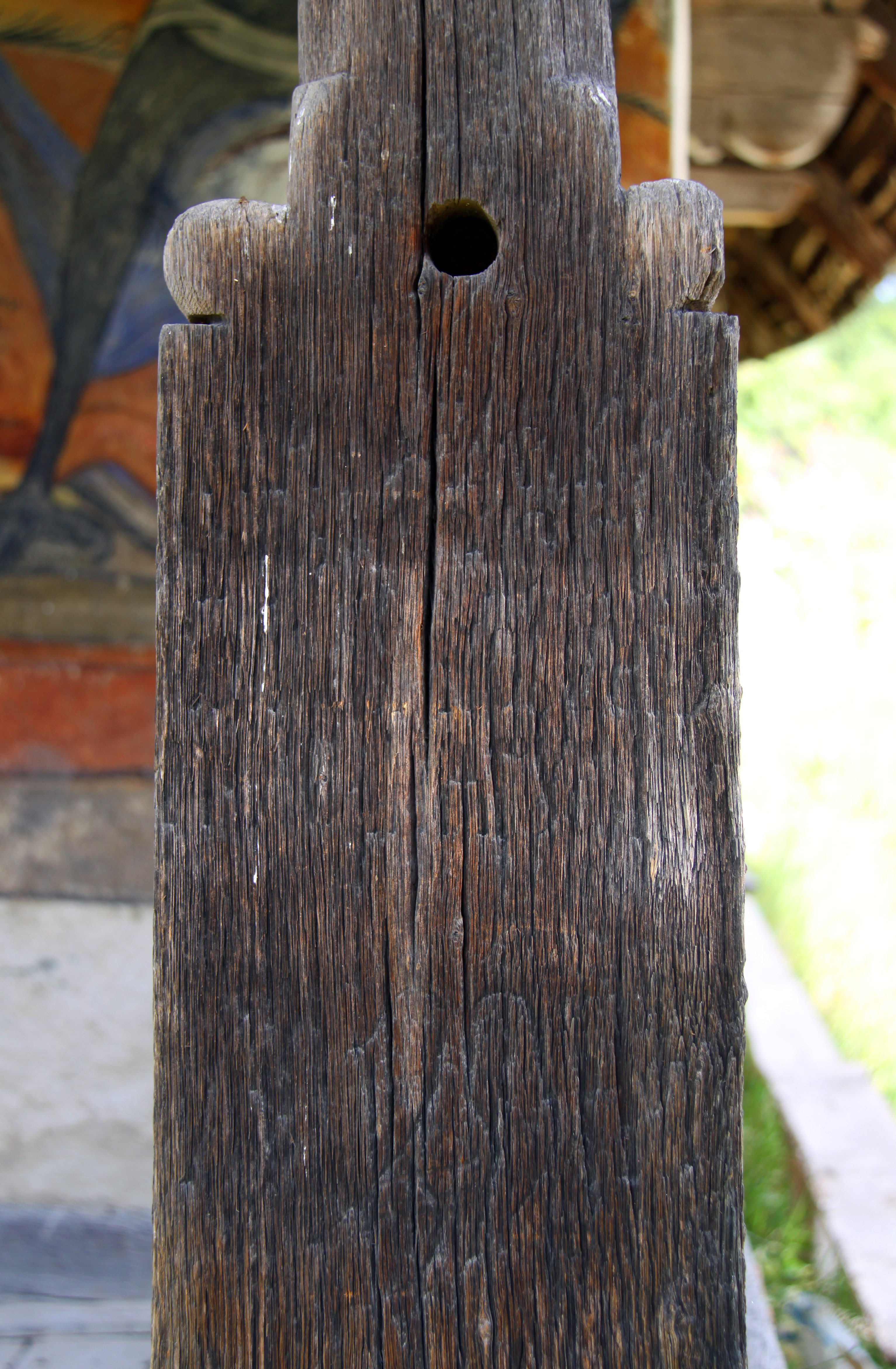
bază stâlp cu inscripţie
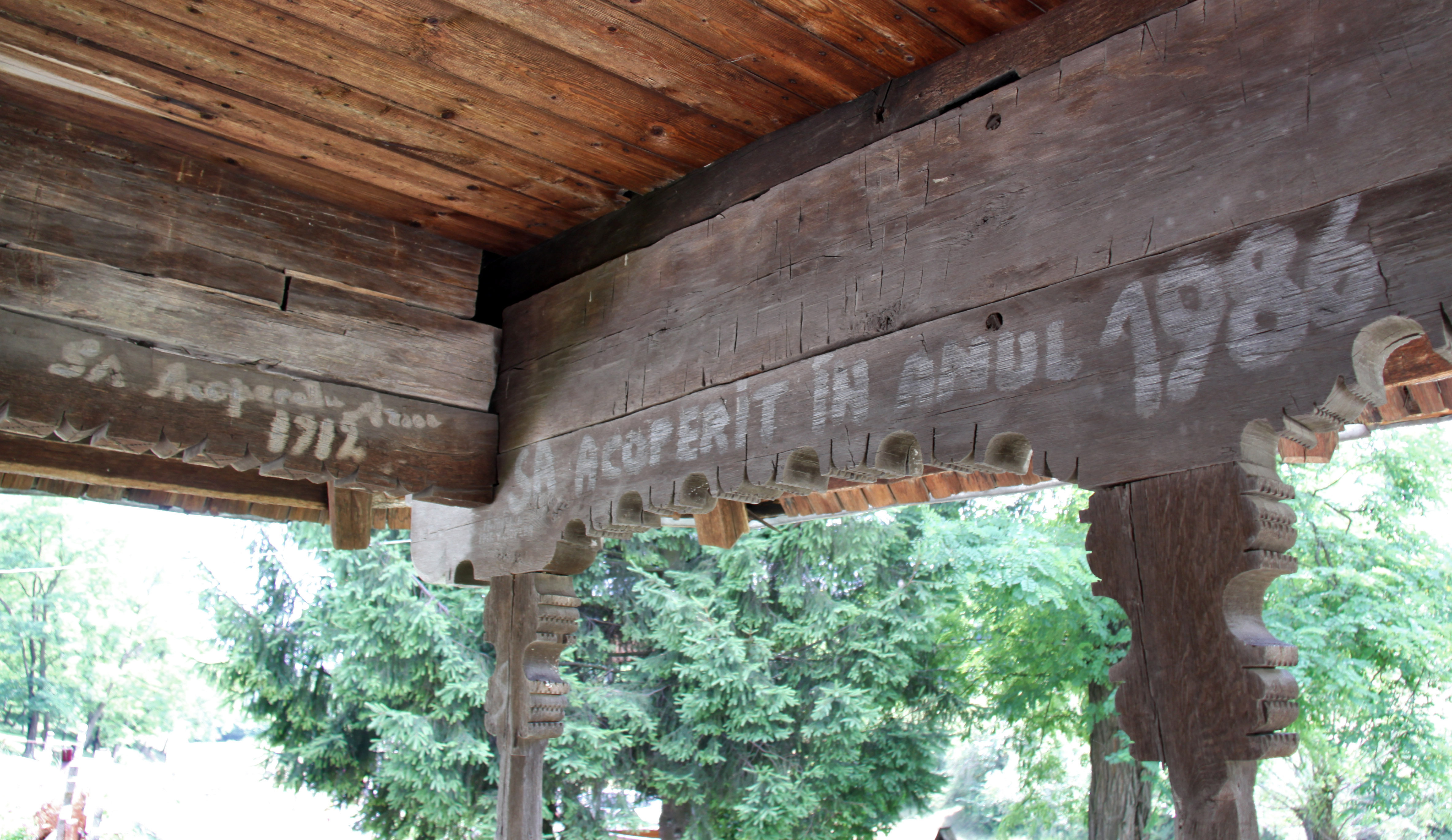
inscripţii vopsite
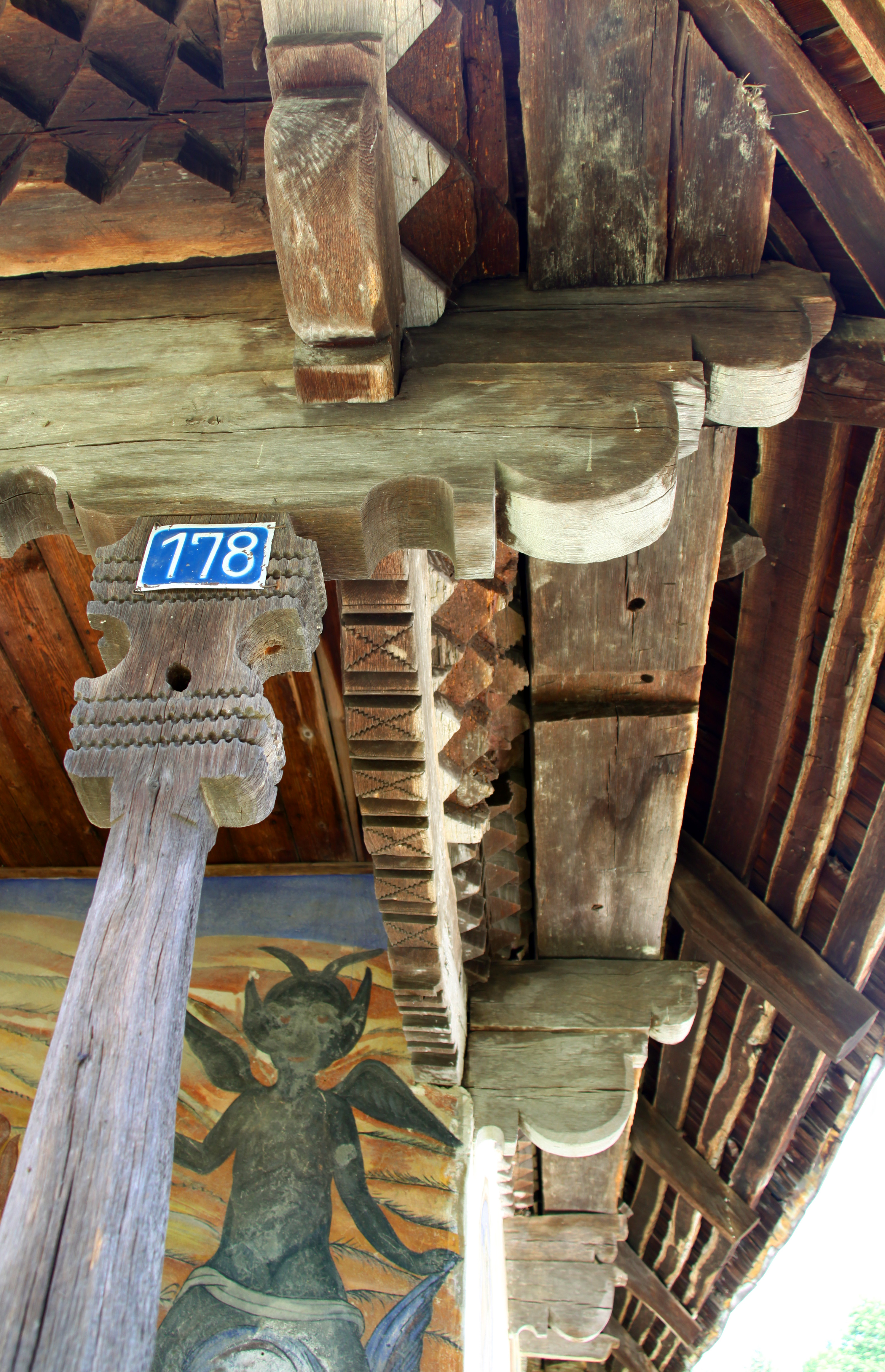
streaşină sud
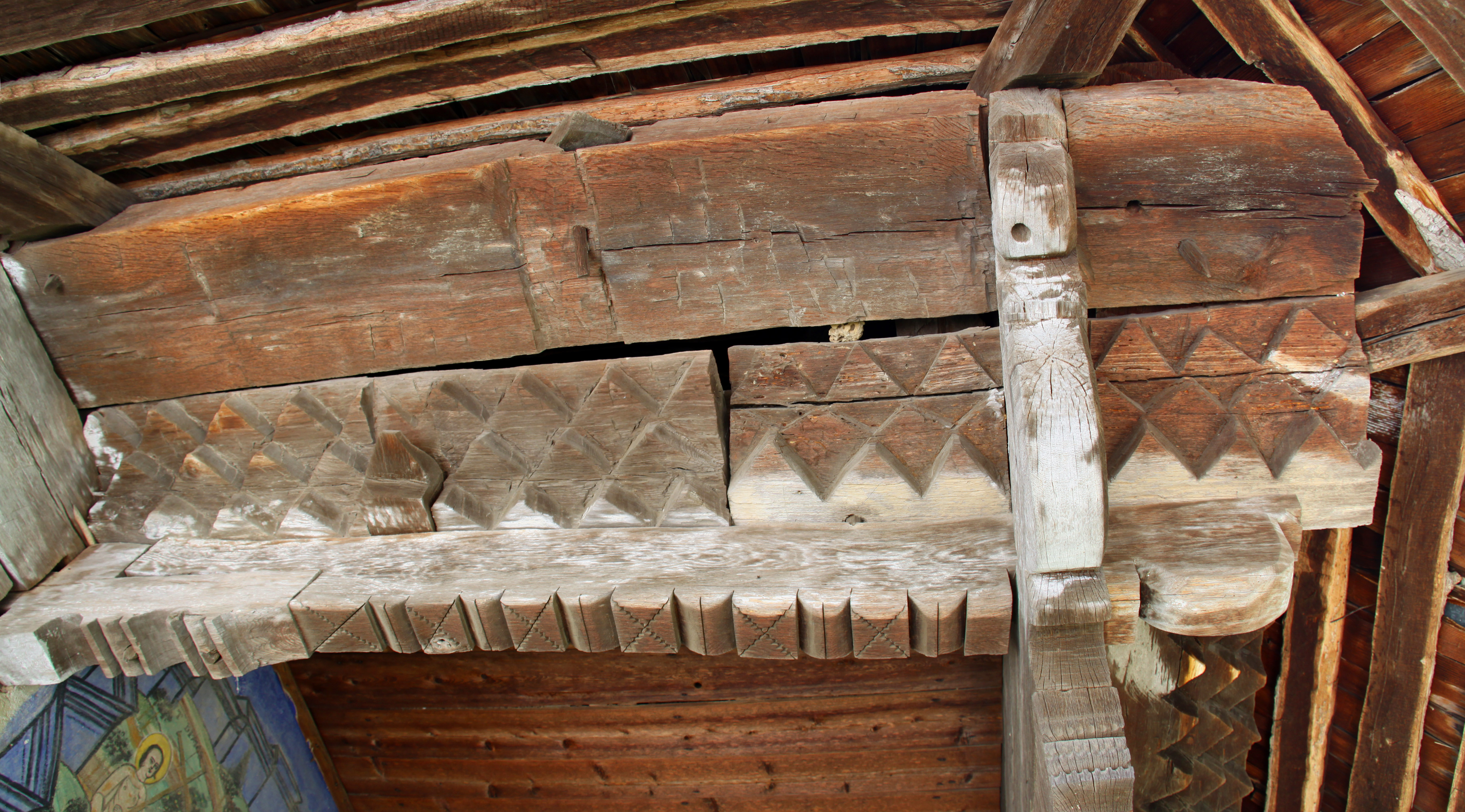
streaşină nord
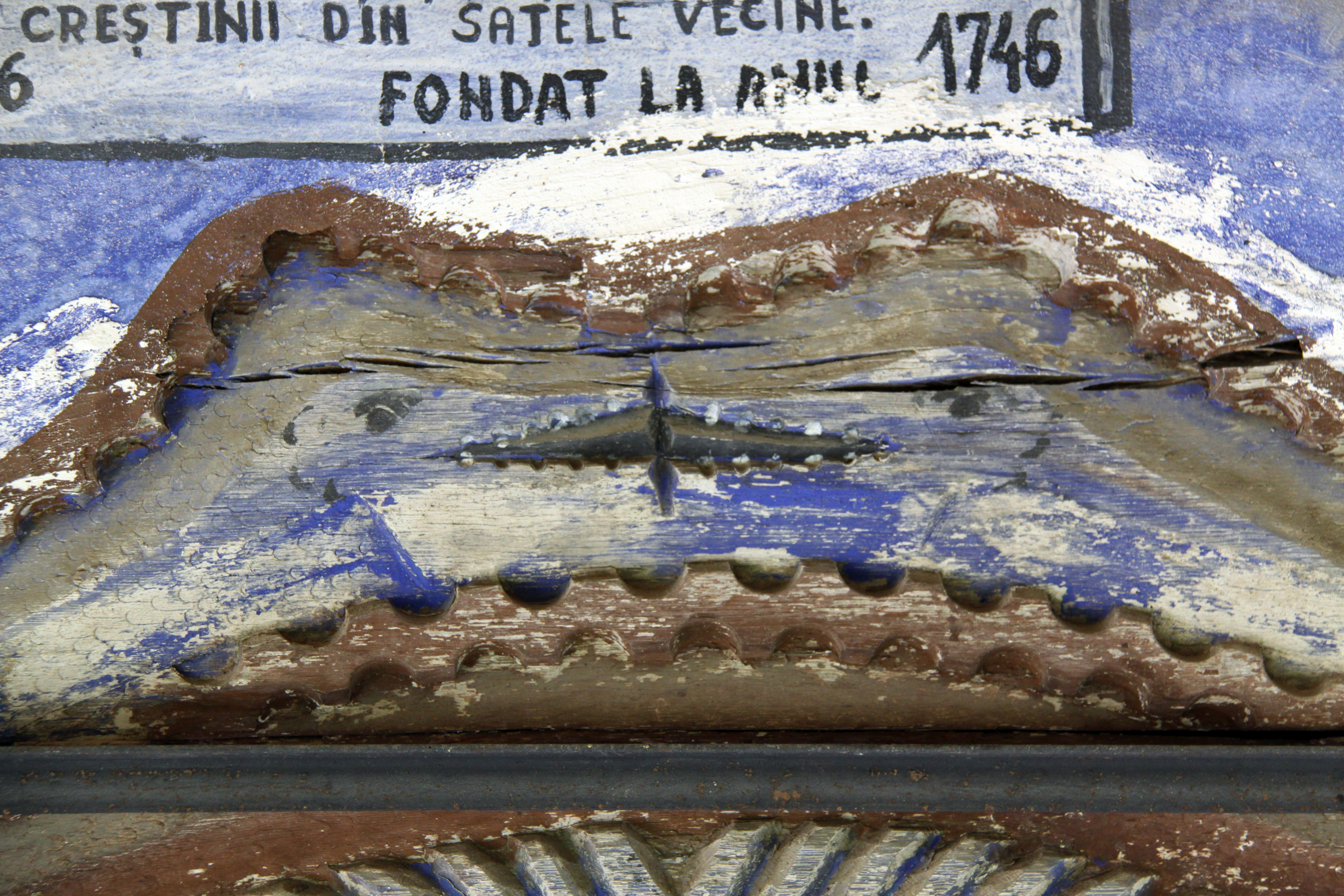
capete de şerpi peste intrare
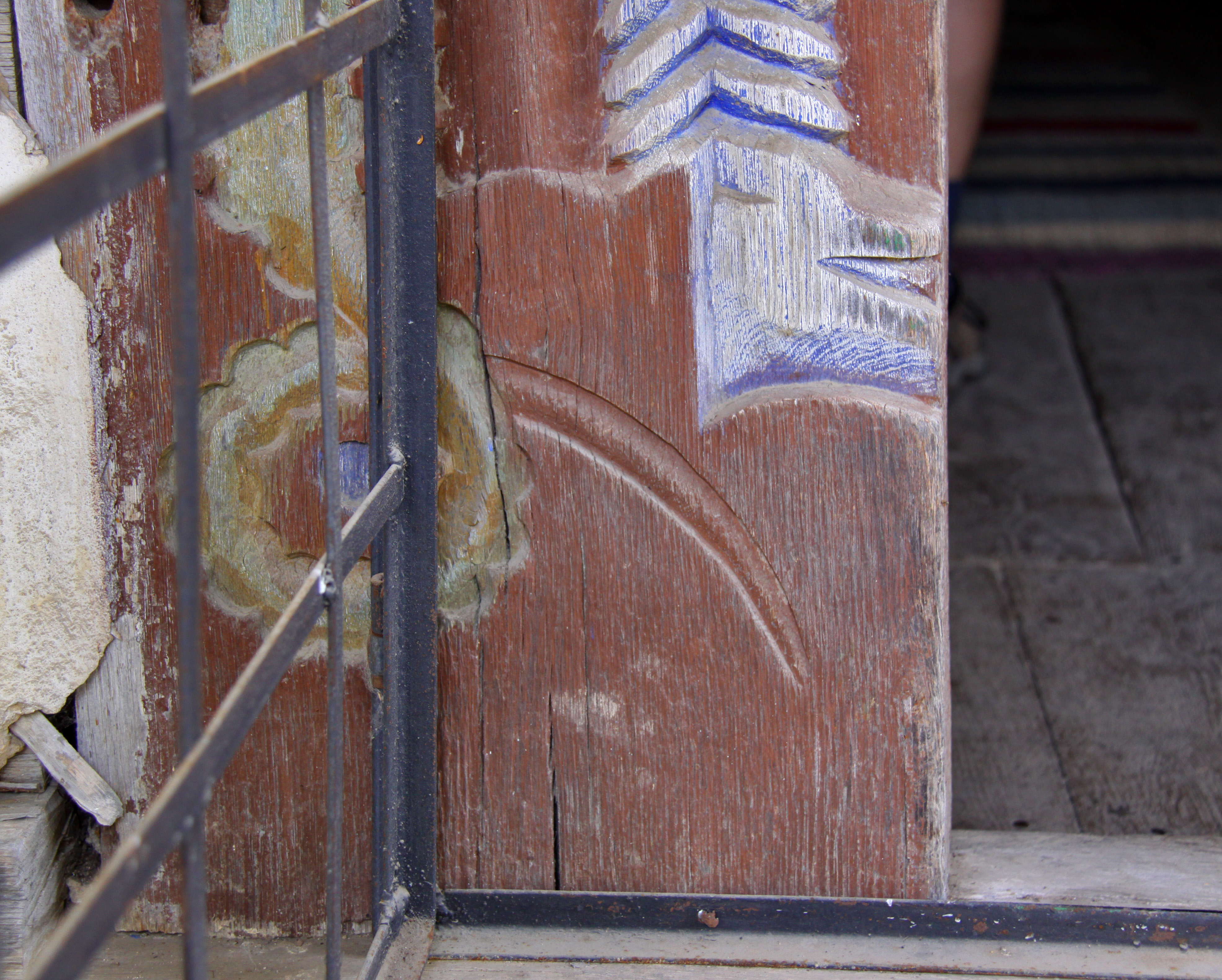
baza portalului stânga
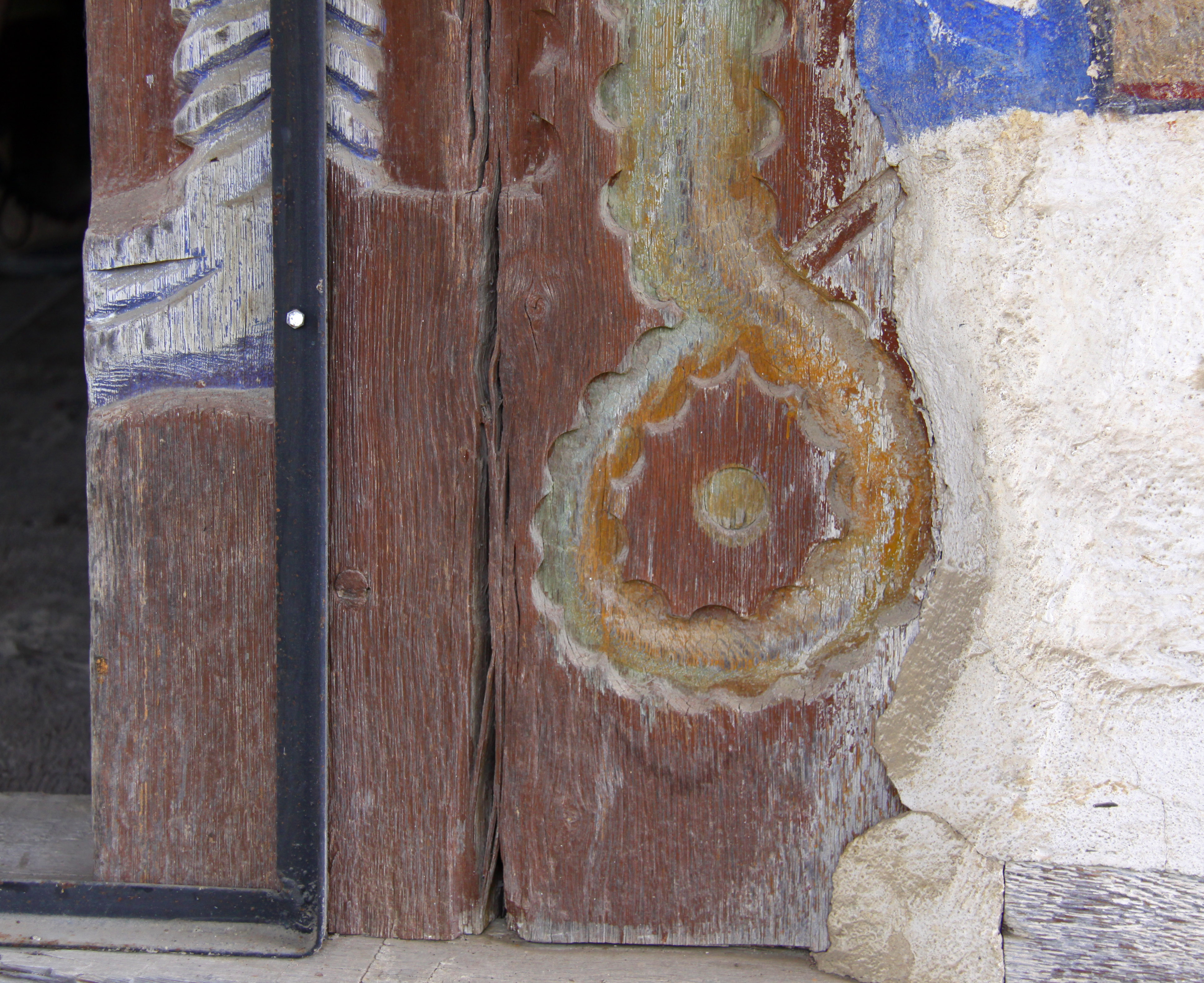
baza portalului dreapta
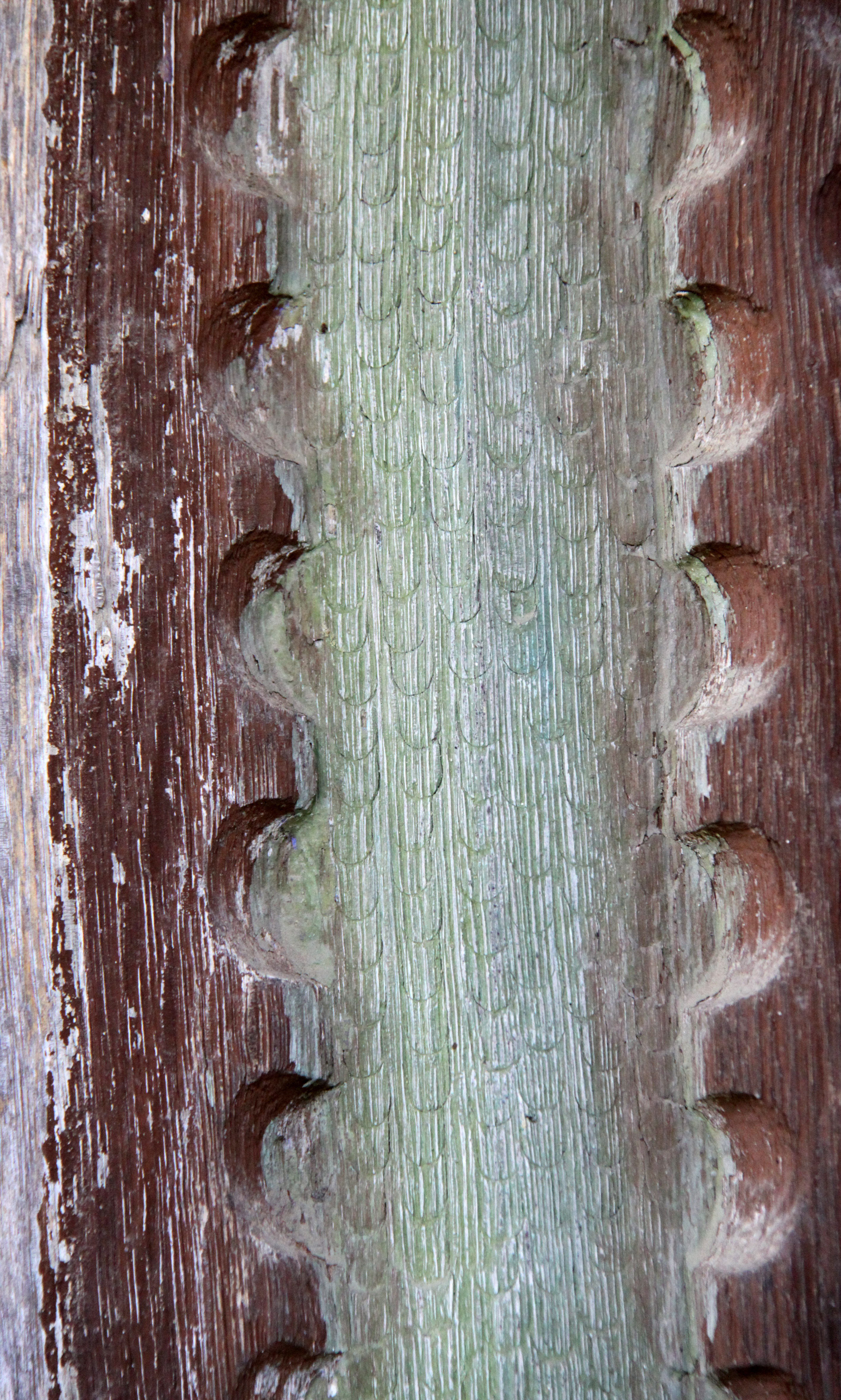
solzi şarpe

## Imagini din interior

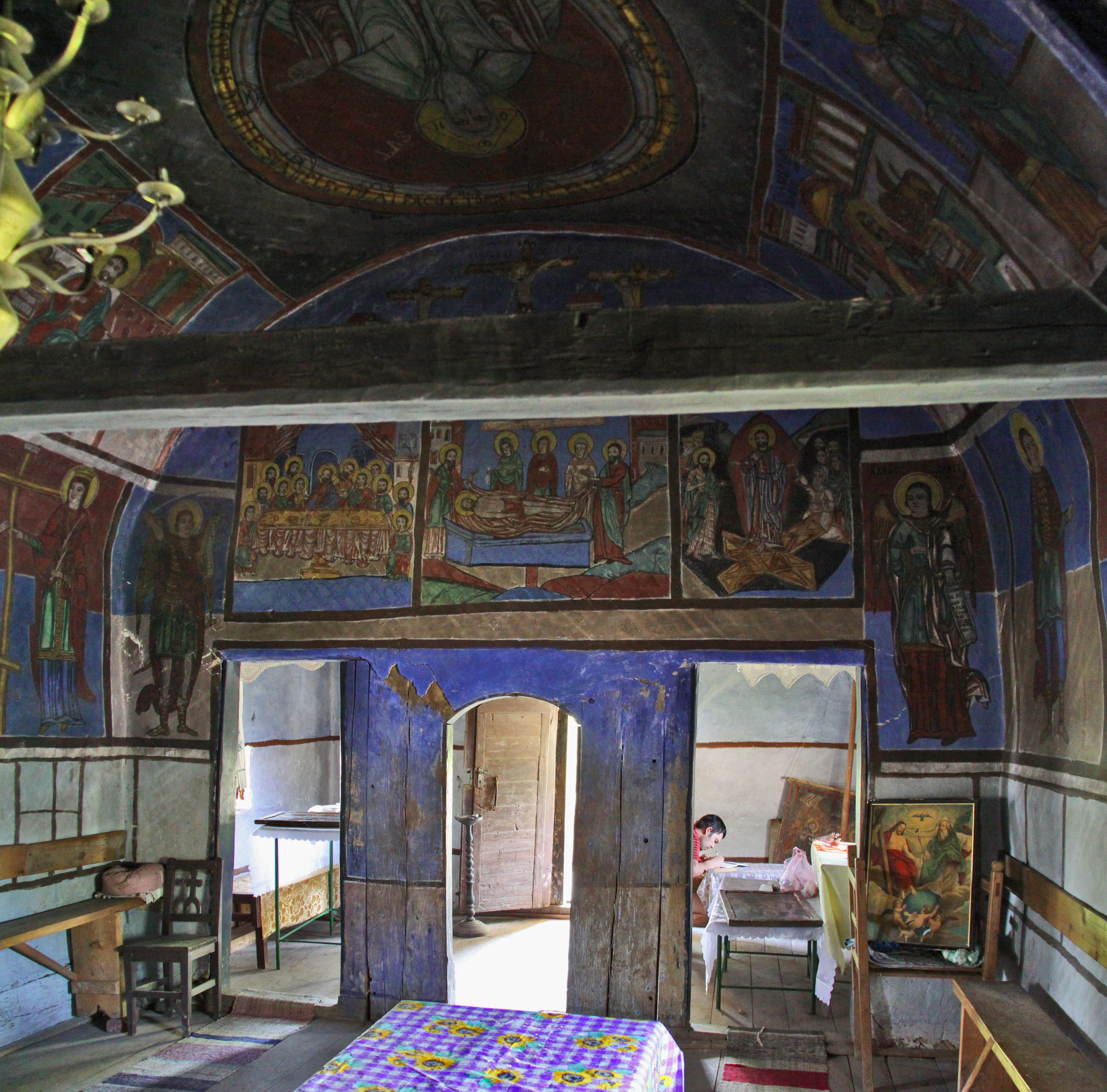
naos, vest
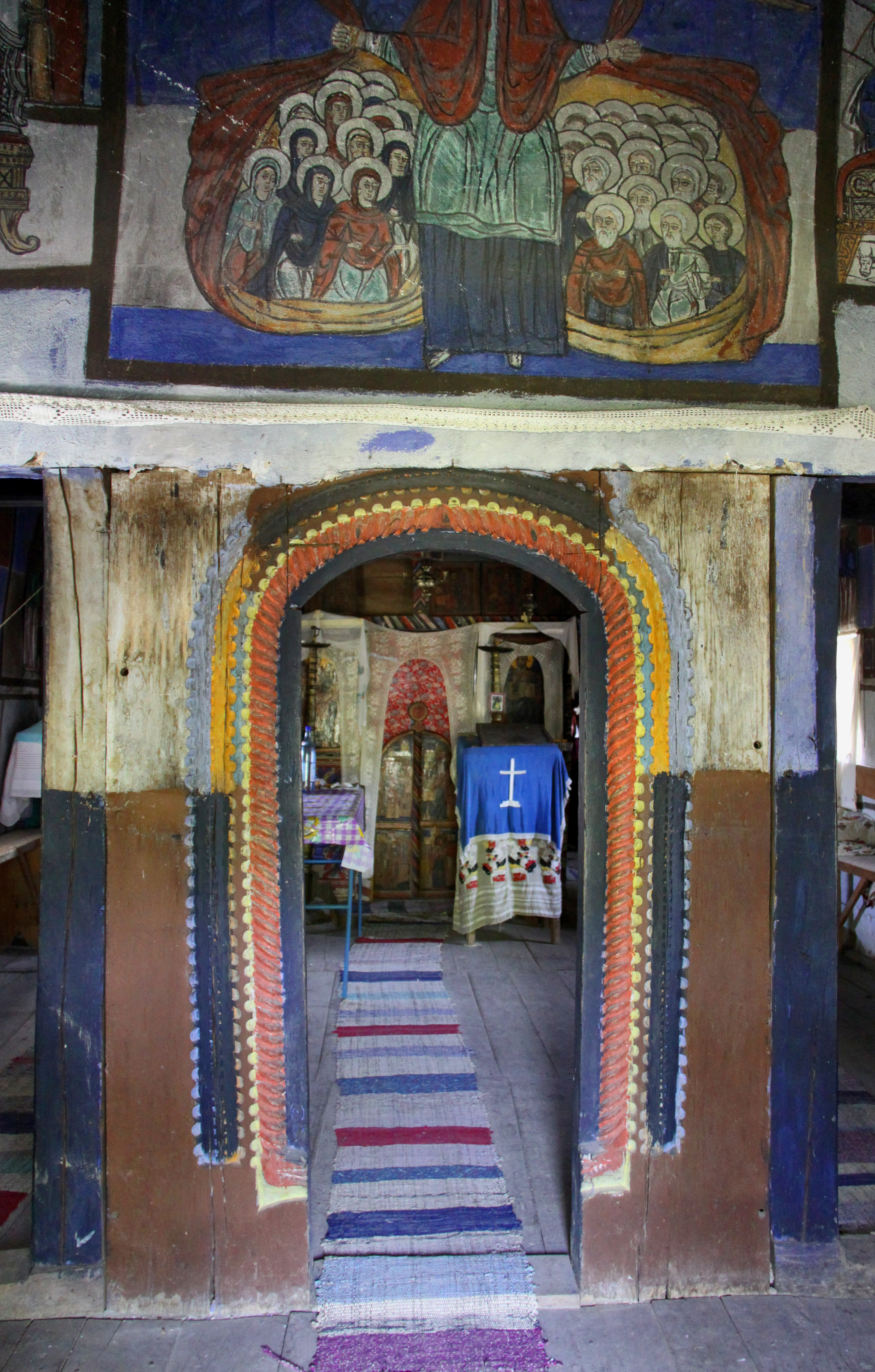
portalul interior
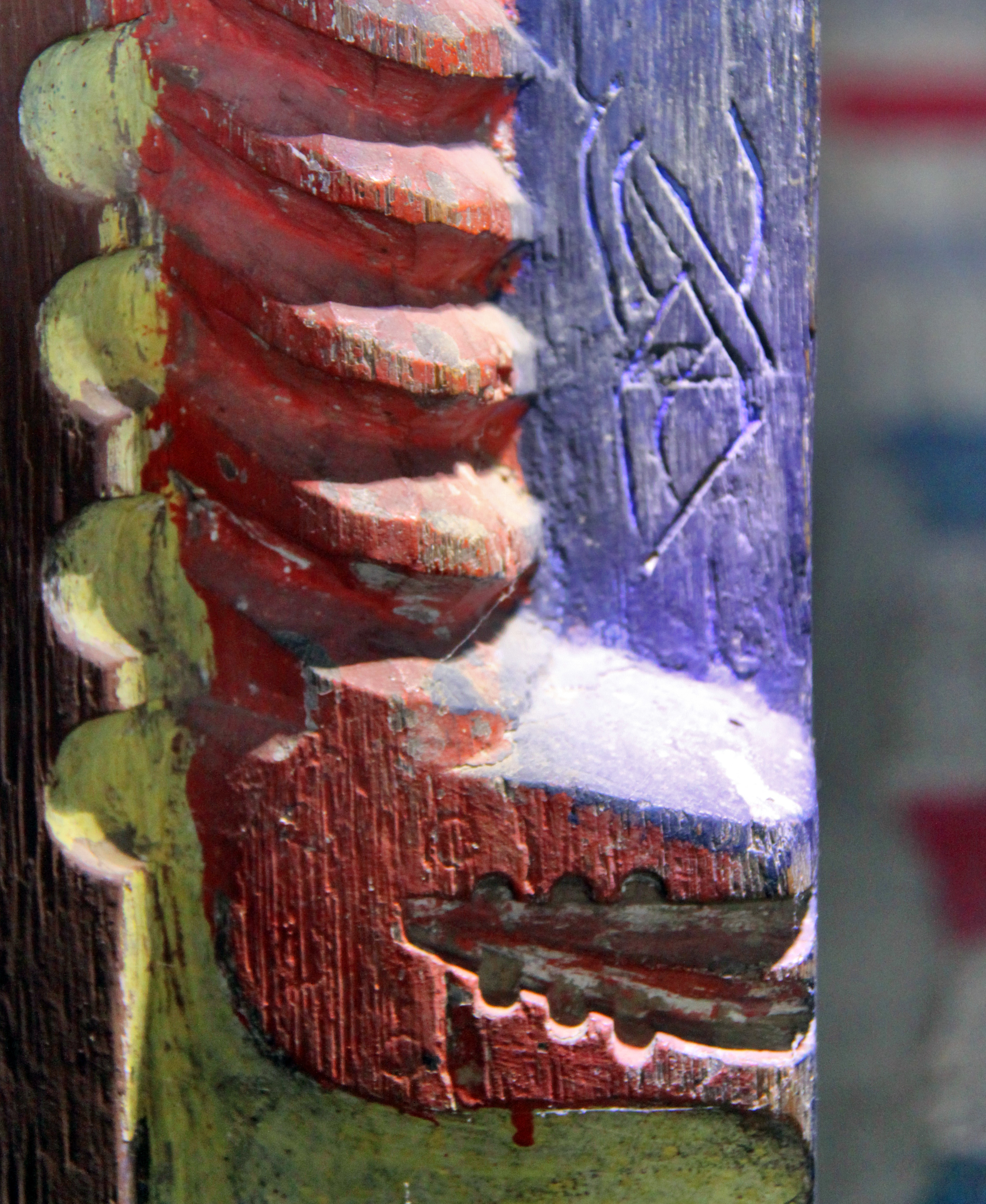
portal interior, semnătură
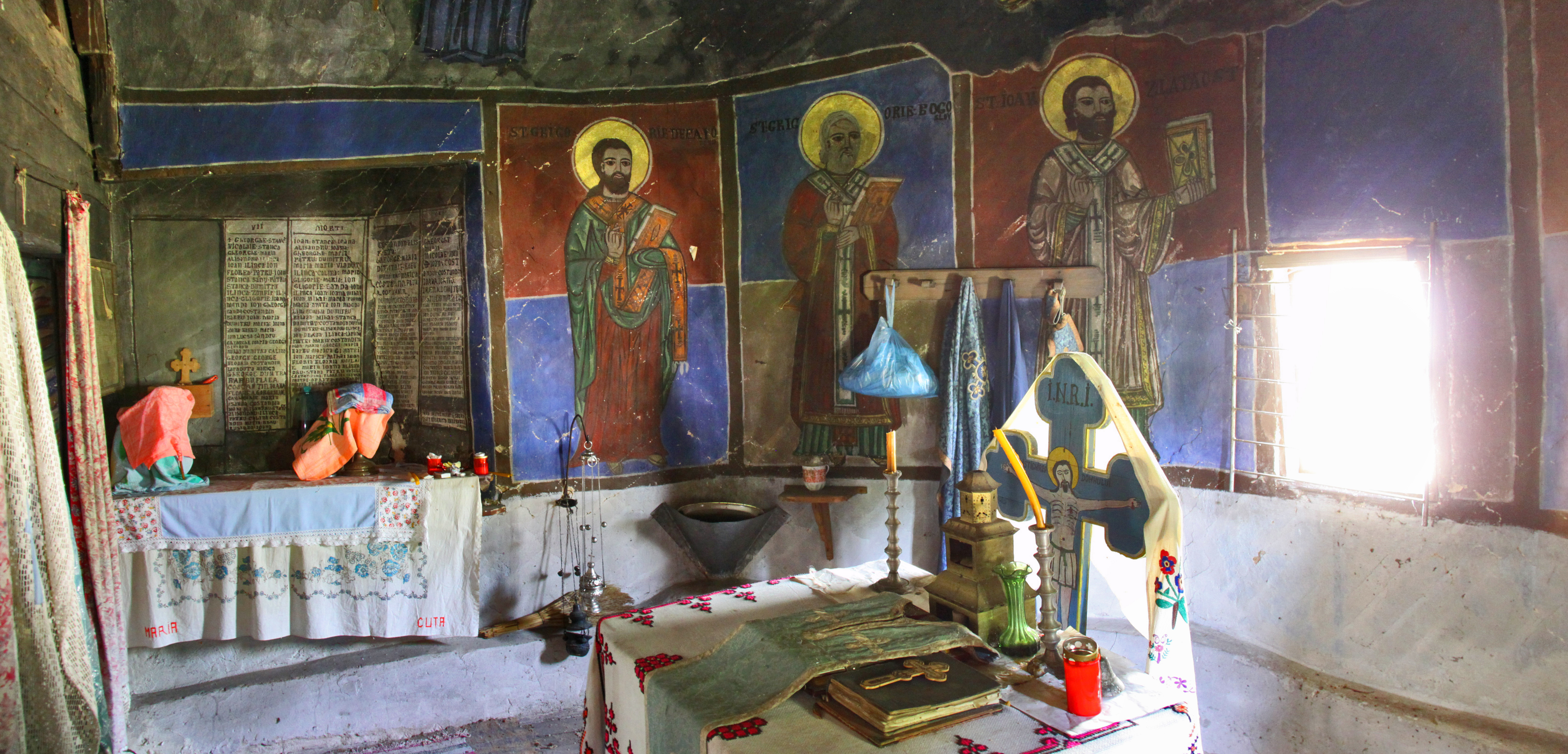
proscomidia în altar
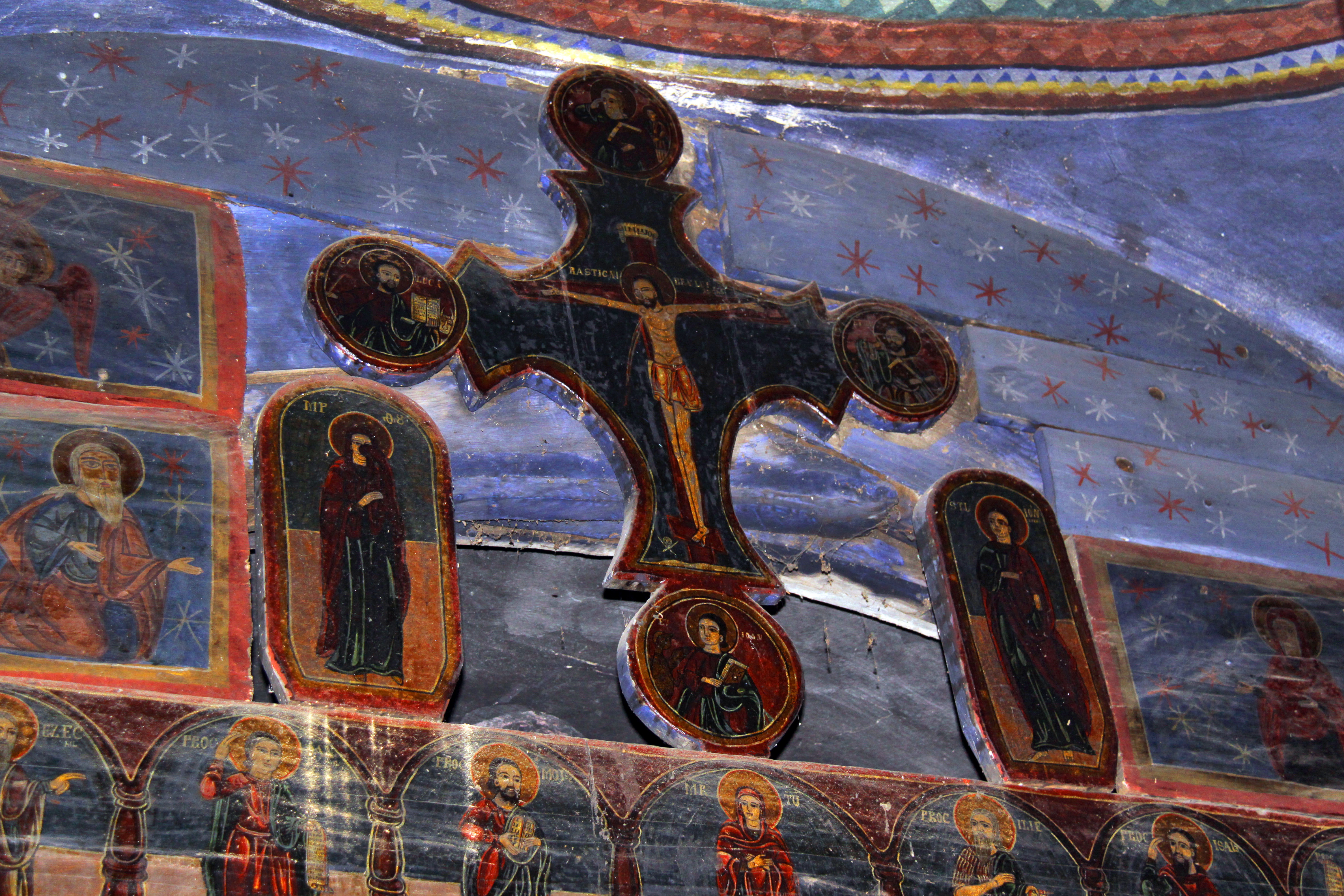
crucea cu molenii
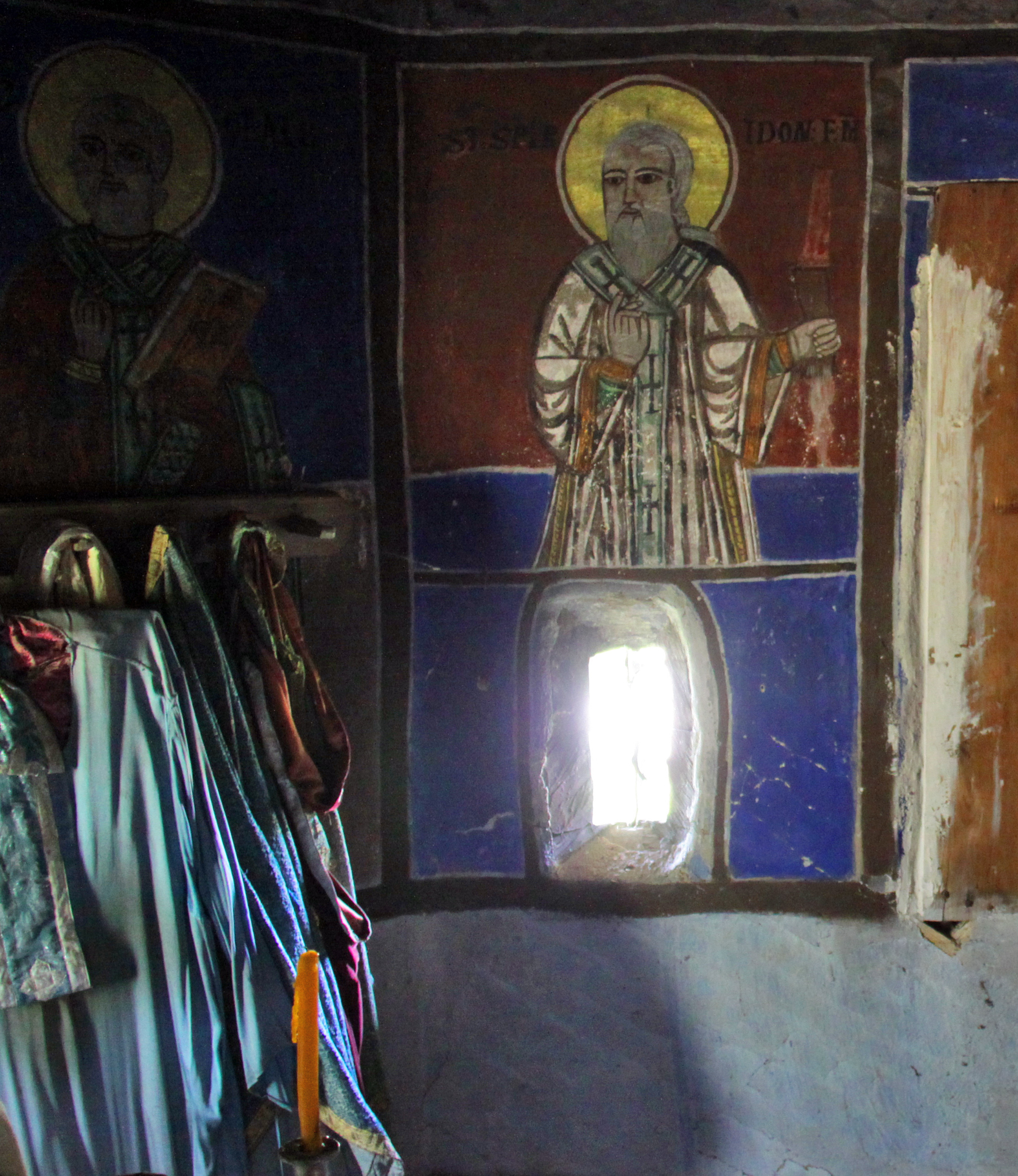
fereastra de sud, altar
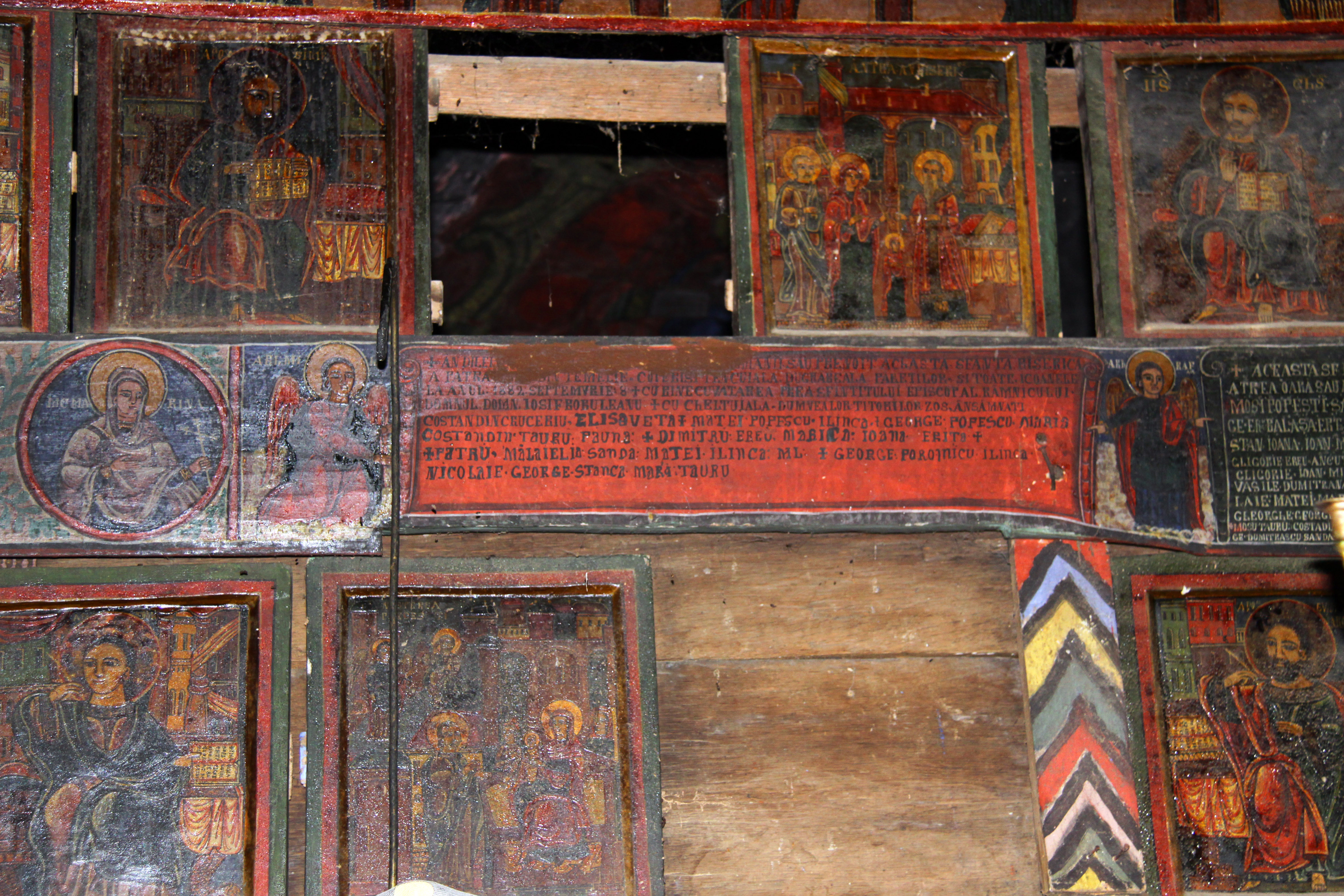
pisanie
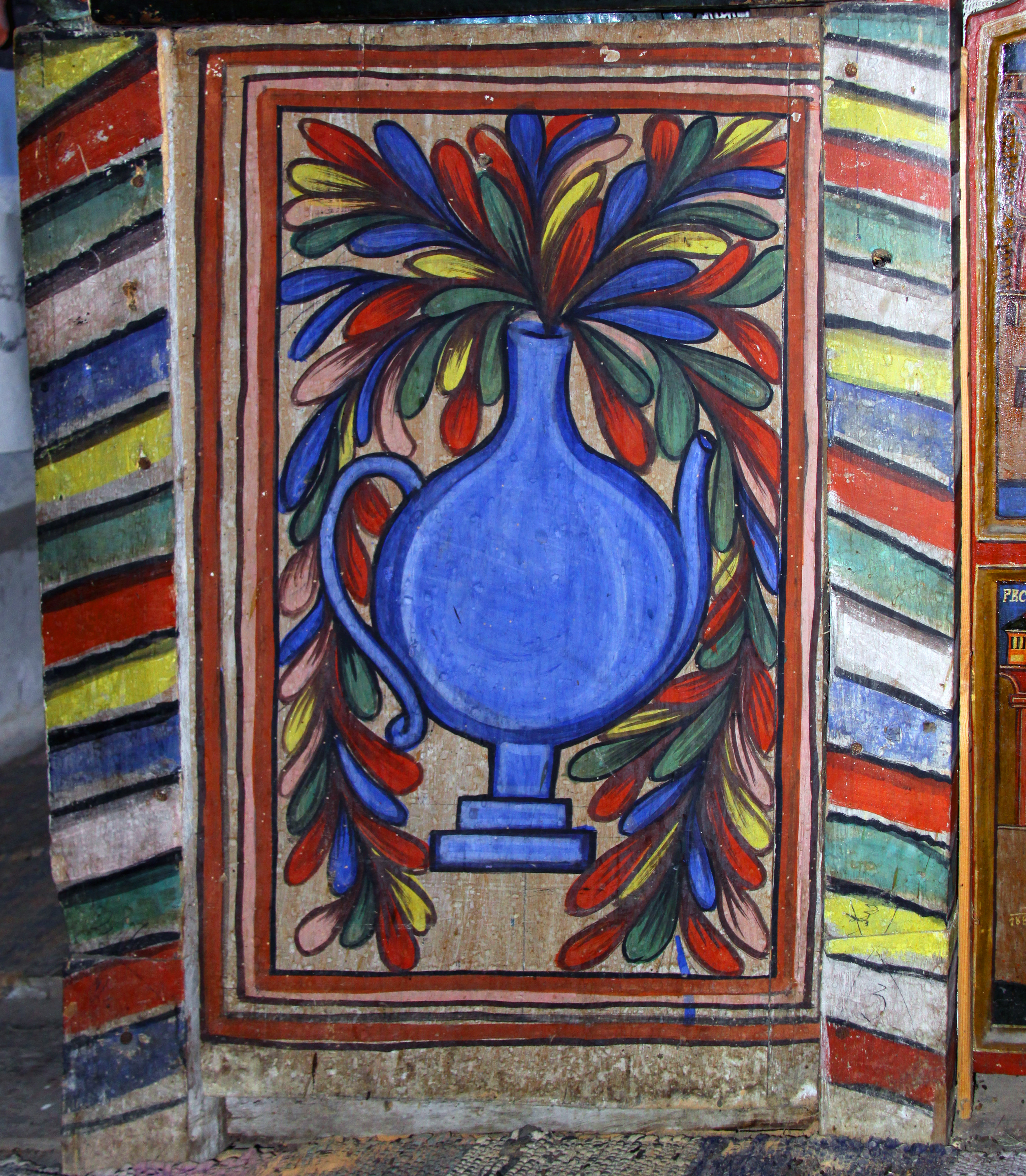
poală de icoană împărătească
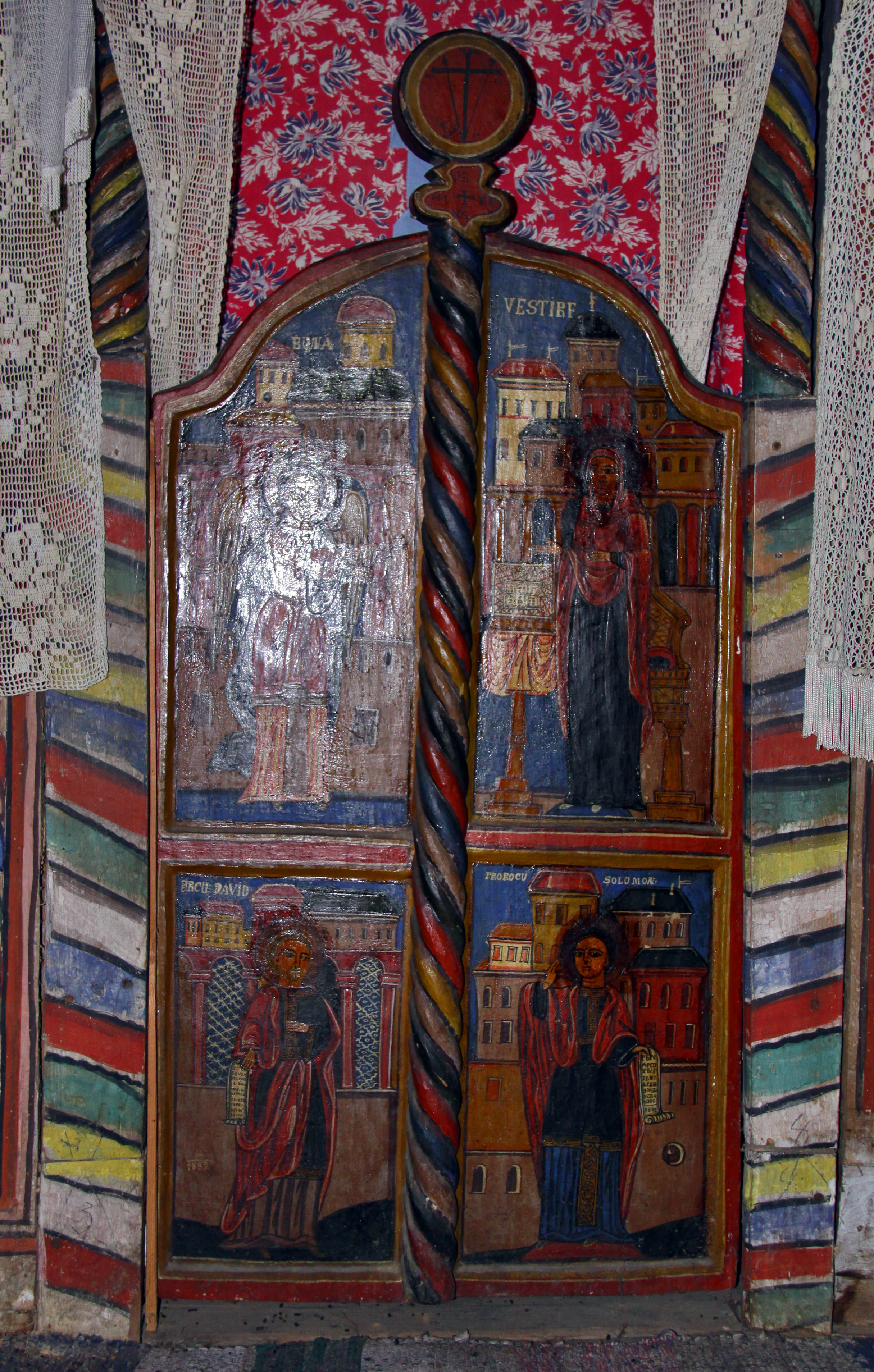
uşi împărăteşti
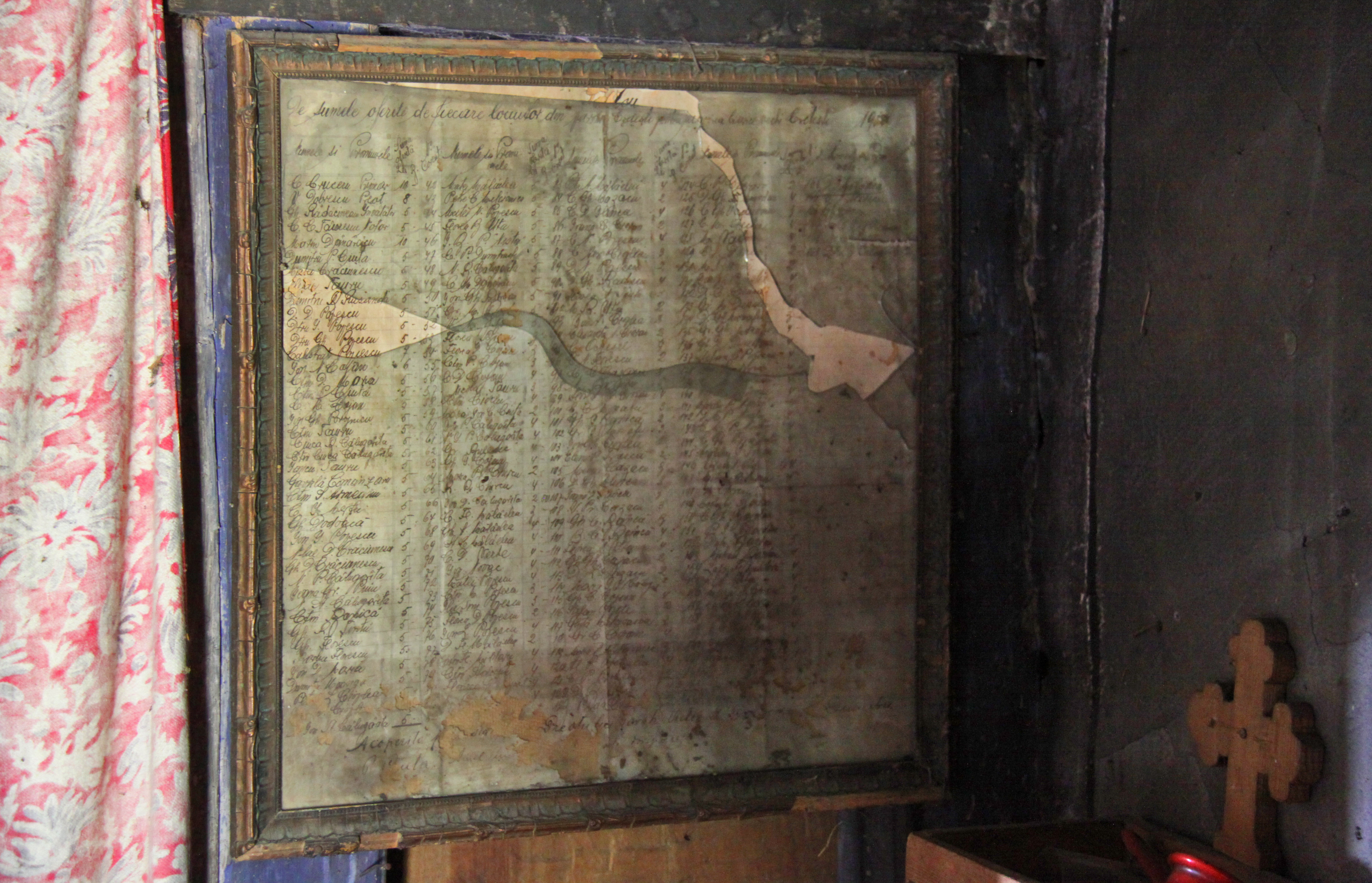
pomelnic 1958